# Museo de Arte Popular José Hernández
El Museo de Arte Popular José Hernández integra la red de museos públicos del Gobierno de la Ciudad de Buenos Aires. Su objetivo es coleccionar, investigar, preservar, exhibir  y promover el arte popular argentino en sus diferentes variantes. Su colección está conformada por piezas de diversas especialidades y oficios artesanales (platería, textiles, cuero, madera, etc.) tradicionales y contemporáneas. Su misión es jerarquizar el arte popular y las artesanías como patrimonio identitario y promocionar la actividad de las artesanas y artesanos, valorarlos como creadores culturales y destacar su creatividad, el talento, la habilidad manual y el respeto al oficio.

## Las colecciones
Están integradas por piezas de origen rural y urbano realizadas por artesanas y artesanos criollos, indígenas, inmigrantes europeos que  formaron parte de la vida cotidiana de distintos grupos y sectores sociales. El museo actualiza permanentemente sus colecciones y es así como se han incorporado objetos de artesanas y artesanos contemporáneos que siguen los estilos tradicionales o realizan innovaciones dentro de las nuevas tendencias.
Sus especialidades artesanales comprenden orfebrería, tejido, alfarería, cuero, madera, asta y hueso, calabaza, imaginería, máscaras, instrumentos musicales, vidrio, etc. aunque la materia prima no es siempre el criterio taxonómico con que la definen los propios artesanos. Hay además otras colecciones que no son estrictamente artesanales, sino que tienen un proceso industrial en la composición de su materia prima como las manualidades y otras expresiones del arte popular como los trajes del carnaval correntino y las tablas del filete porteño respectivamente.

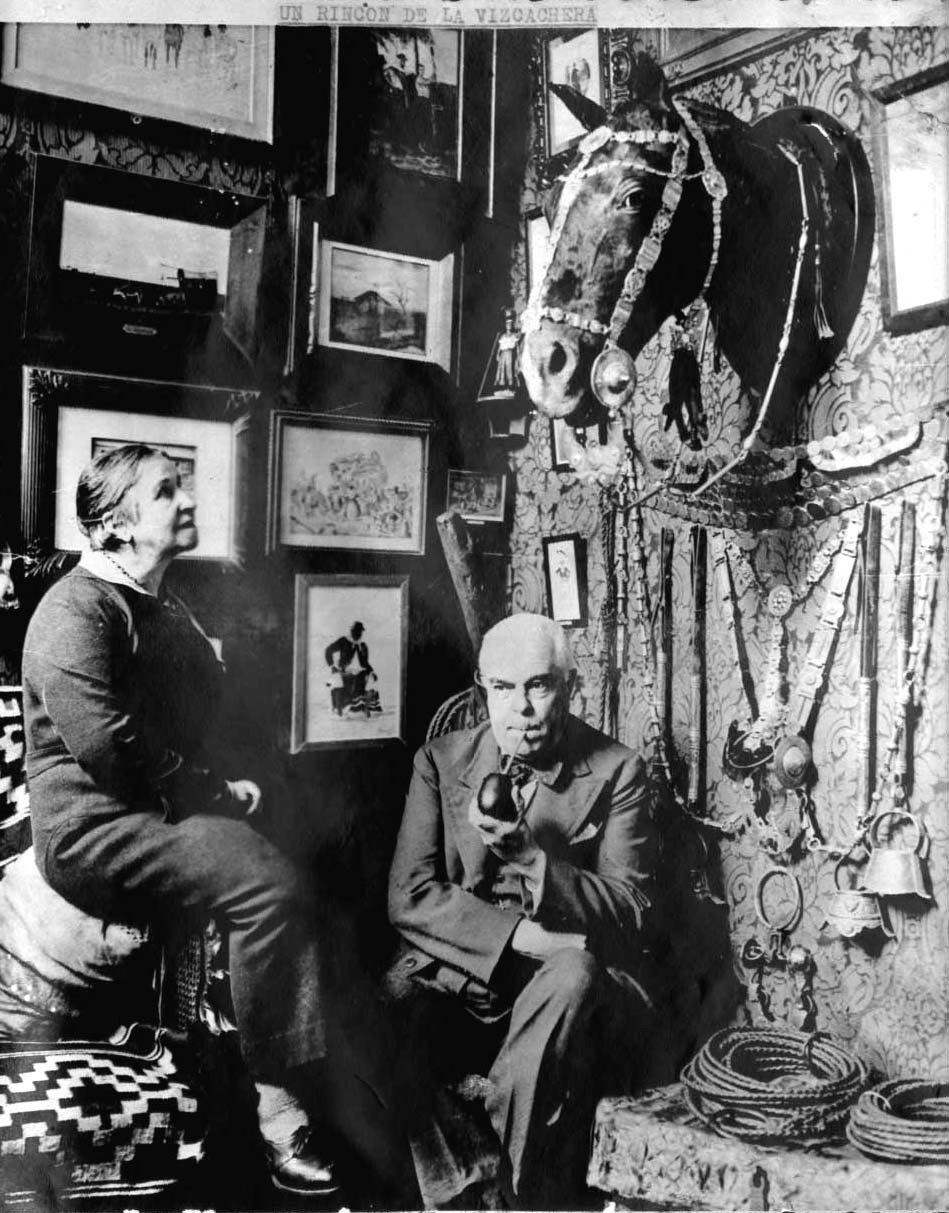
Carlos G. Daws y Ernesta Mezzadra en su casa-museo

La colección se fue conformando a partir de los objetos criollos que pertenecieron a Félix Bunge, el donante de la casa. Consistían en ponchos realizados por las mujeres de la etnia mapuche, cuchillos criollos, sables, armas de fuego y algunos aperos del caballo. Luego se fue incrementando con patrimonio heredado de otros museos - como la colección de imaginería  - y adquisiciones hechas por el estado. La compra más importante fue la realizada en el año 1949 a los herederos de Carlos G. Daws (1870-1947) un tradicionalista que había reunido en su Museo Tradicional Gauchesco una importante colección criolla. 
Más adelante se agregaron artesanías provenientes de compras efectuadas en viajes de estudio patrocinados para tal fin por el museo a las provincias del interior del país, especialmente al Noroeste argentino (NOA). 
En el año 2000 se incorporaron las piezas que había pertenecido al Centro de Promoción Artesanal (CEPAR), un área destinada a jerarquizar el oficio y valorar el trabajo de artesanas y  artesanos creada en 1980.
Otra colección muy importante es la conformada con piezas creadas por Hermógenes Cayo, artista plástico, artesano imaginero, tejedor y arquitecto espontáneo que vivió en la Puna sobre cuya vida Jorge Prelorán realizó la documental “Hemógenes Cayo, un imaginero de la Puna (1969)”. La adquisición se realizó en el año 2001 con un subsidio del Fondo Nacional de las Artes y dinero reunido por la Asociación de Amigos del Museo MAP.
En  2004 se comenzó a conformar la colección de artesanías contemporáneas con piezas adquiridas a artesanas y artesanos premiados por Bienal de Artesanías de Buenos Aires organizada por el museo conjuntamente con la Comisión de Preservación del Patrimonio Histórico Cultural de la Ciudad de Buenos Aires que depende de la Legislatura de la Ciudad Autónoma de Buenos Aires.

### El arte popular y las artesanías
El concepto de arte popular no tiene un significado único puesto que ha sido usado en distintos momentos para nombrar expresiones culturales producidas por un determinado segmento social - las clases populares, el pueblo - como un arte menor en oposición al arte culto producido por las elites. Esta idea fue revisada y las distintas gestiones del museo adoptaron puntos de vista que cuestionaron estos supuestos.
En la década de 1940 el Museo de Motivos Populares Argentinos José Hernández se interesa por salvaguardar las manifestaciones culturales a las que considera arte popular en un doble sentido: industria cultural y manifestación artística por un lado y supervivencias de las tradiciones criollas y los pueblos originarios por el otro. El objetivo que se propone es preservarlas antes de que desaparezcan o se transformen en productos típicos de consumo turístico, lo que, según esta perspectiva, les restaba valor. En la década del 60, gracias a la contribución de Augusto Raúl Cortazar en el Fondo Nacional de las Artes y sus estudios en el campo del folklore, las artesanías son consideradas parte del patrimonio nacional y se las entiende como cultura folk, ligadas a un pasado hispano criollo.
Recién en los años 80 las artesanías comenzaron a ser comprendidas como bienes simbólicos ligados a la economía de mercado. El antropólogo argentino Néstor García Canclini cuestiona la visión de los estudios del folklore, aporta una mirada amplia de lo popular y lo sitúa en las condiciones industriales de producción, circulación y consumo bajo las cuales se organiza en nuestros días la cultura.  El artículo citado puede ser consultado en el siguiente enlace 
Una propuesta para pensar el tema de la artesanía y tratar de lograr consensos en cuanto a la terminología y conceptos la entiende como:
- un objeto producido manualmente con el auxilio de herramientas de baja complejidad tecnológica.
- que lleva un grado alto de transformación de la materia prima con los saberes de un oficio.
- es utilitario y posee ciertas características estéticas.
- tiene un valor cultural reconocido y aceptado dentro de un grupo social.

y enuncia sus distintas modalidades:

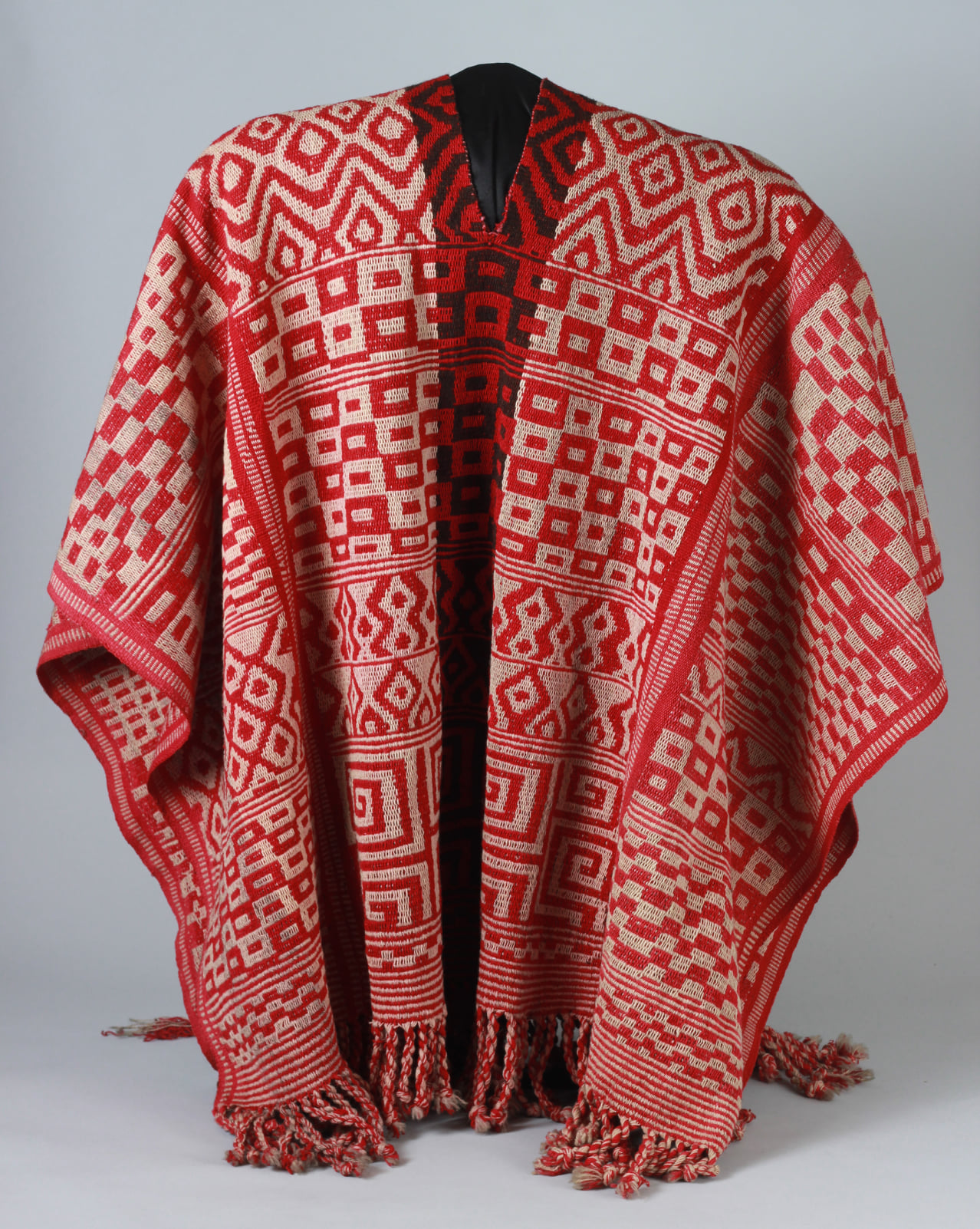
Poncho chiriguano confeccionado en telar vertical, siglo XIX. Colección del MAP José Hernández.

#### Artesanía indígena
Involucra saberes y prácticas de comunidades étnicas relativamente cerradas con la finalidad de producir objetos útiles, rituales o estéticos para satisfacer necesidades culturales relacionadas con la vida cotidiana, la religión etc.

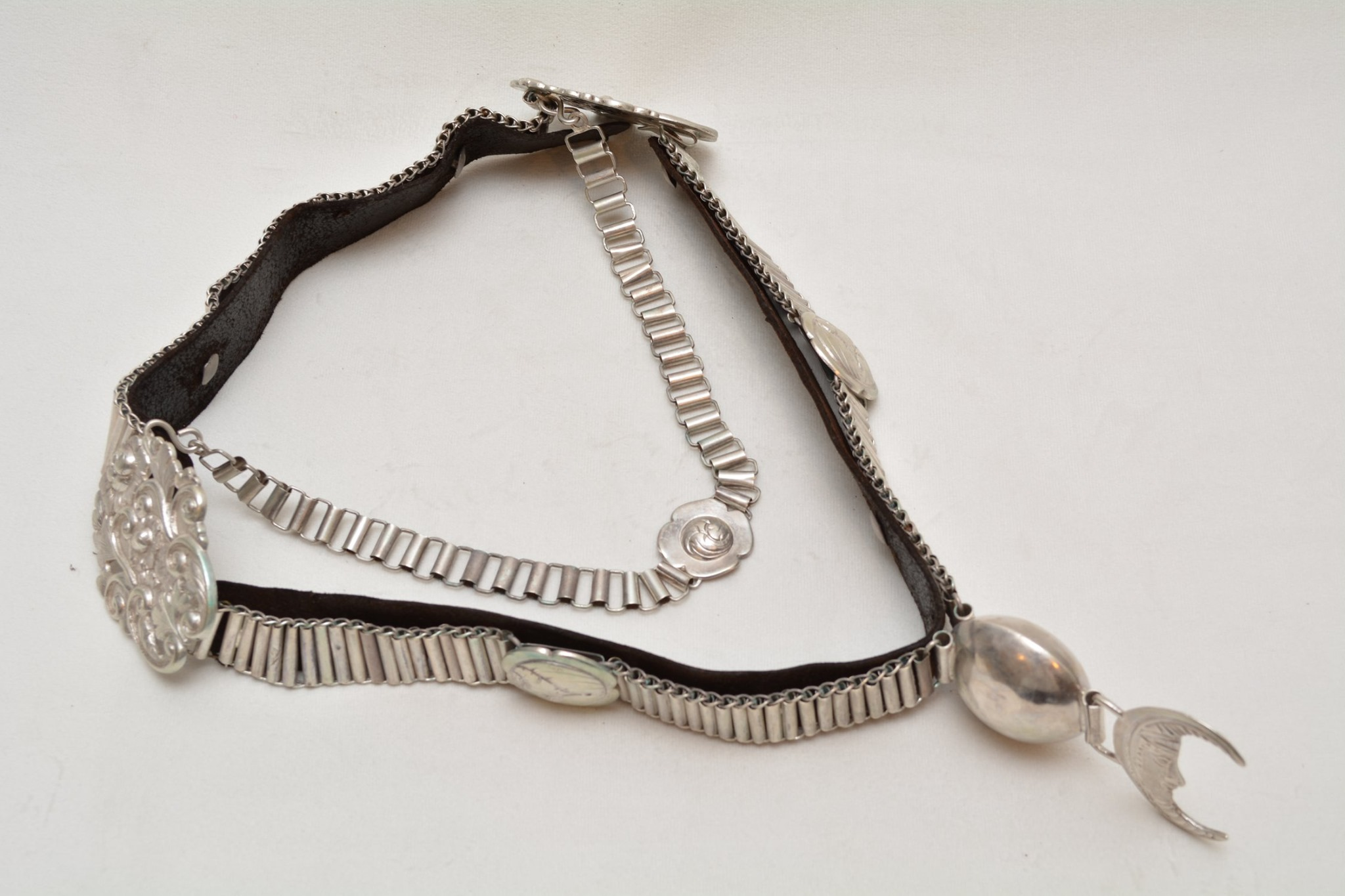
Fiador de plata,. Colección del MAP José Hernández

#### Artesanía tradicional
Contiene en su producción técnicas que provienen de la fusión de distintas culturas americanas, africanas y europeas. Artesanas y artesanos dominan todo el proceso de producción y estos saberes se trasmiten de generación en generación como expresión fundamental de la identidad de la comunidad.

#### Artesanía contemporánea

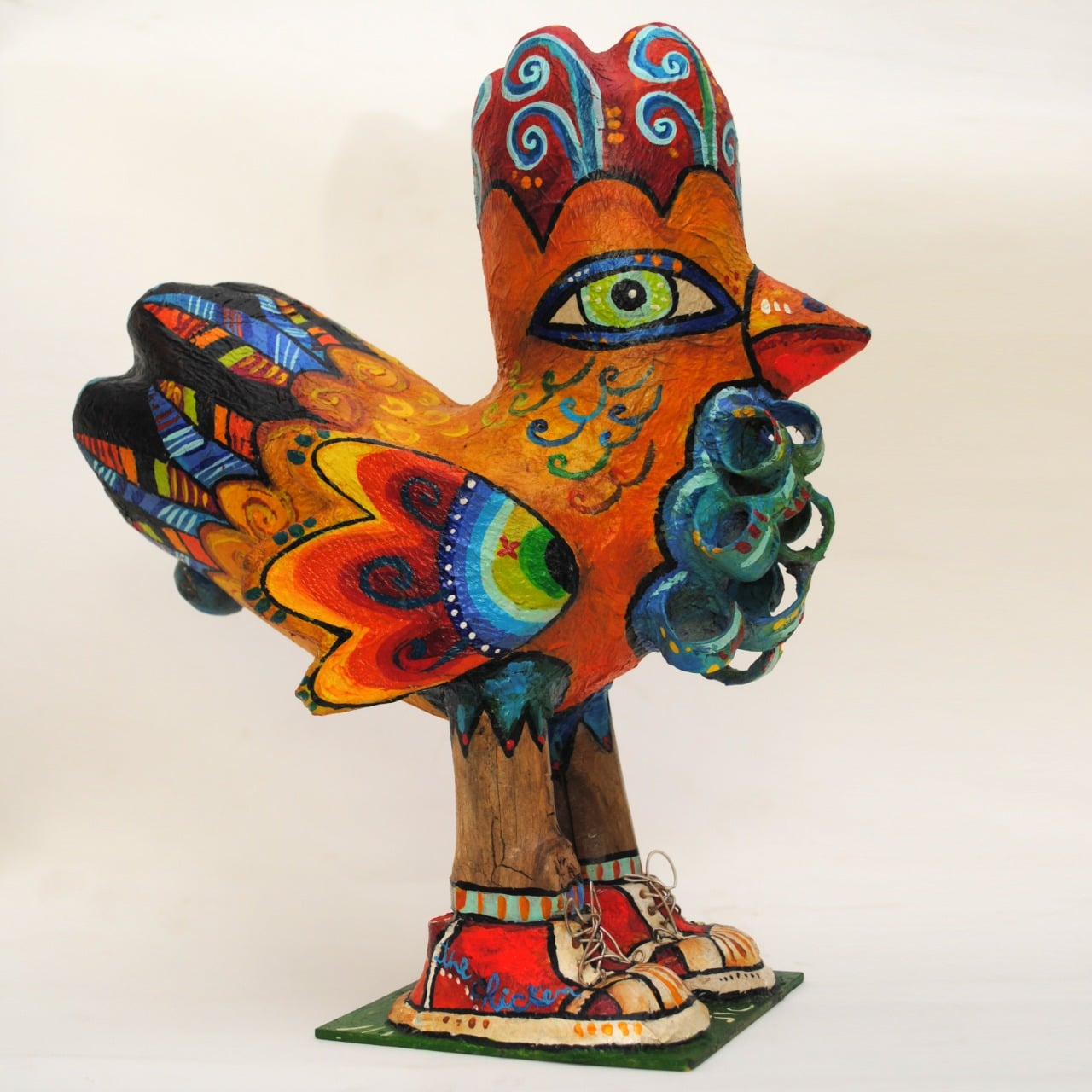
Stephen the chicken bank. Colección del MAP José Hernández

Implica la producción de objetos útiles y estéticos a partir de una revalorización de los oficios. En su confección se sincretizan elementos técnicos y formales provenientes de otros contextos socioculturales que incluyen tecnología moderna y aplicación de principios estéticos de tendencia universal o académica. Artesanas y artesanos buscan destacarse en la creatividad y originalidad de su producción. Por lo general se desarrolla en centros urbanos.
La artesanía contemporánea o urbana se diferencia de la artesanía tradicional porque presenta una mayor variedad de técnicas originales, se confecciona con materiales diversos que pueden ser industriales o provenir de deshechos, su formato puede seguir la moda y los diseños responden a la inspiración artística individual de quienes los producen.

#### La neoartesanía
Innovación que contiene elementos de la artesanía tradicional y contemporánea o urbana con el campo del diseño y la tecnología, incluye el cuidado del medio ambiente e implica una modalidad de trabajo colaborativo entre artesanos, comunidades de artesanos, diseñadores, técnicos y otros profesionales.
Lo que caracteriza a este tipo de producción no es exclusivamente el diseño, el formato, la técnica o el material por sí mismos sino la fusión de estos elementos de formas novedosas.

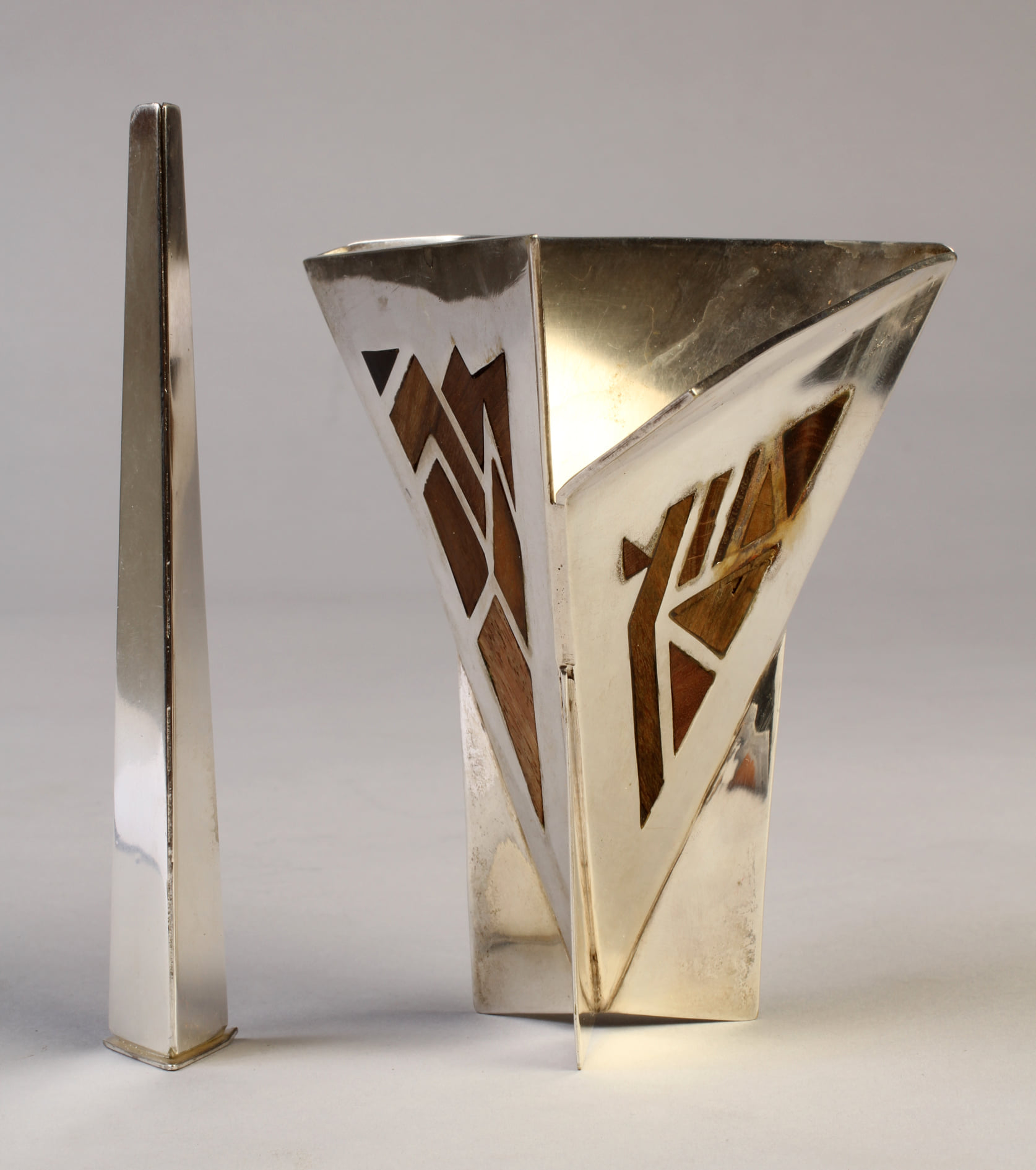
Mate neoartesanal de la colección del MAP José Hernández

La neoartesanía es una tendencia que propone un diálogo entre tradición, innovación, pasado, presente, lo local y lo global.
En noviembre de 2021 el MAP José Hernández reabrió sus salas al público con una muestra sobre neoartesanía y registró las ideas que productores y productoras convocados tienen sobre ellas. Además de las técnicas y materias primas artesanales destacaron algunos componentes vinculados a experimentación morfológica y/o tipología híbrida, técnicas contemporáneas, fusión de materiales, materias primas tradicionales y contemporáneas, nuevas tecnologías y materiales novedosos.
Estas modalidades no deben  entenderse como categorías rígidas. La mayoría de las y los especialistas consultados entienden que las clasificaciones son un producto social históricamente determinado. En algunos casos la categoría tradicional también incluye a las artesanías indígenas y la neoartesanía no siempre se reconoce como una modalidad especial sino que se la sitúa dentro de las producciones innovadoras de las artesanías contemporáneas.
Un ejemplo del acompañamiento de los nuevos fenómenos en el campo artesanal es el cambio de nombre del programa MATRA (Mercado de Artesanías Tradicionales Argentinas) del Ministerio de Cultura de la Nación que tiene como objetivo promover y promocionar las artesanías y el arte popular. Fue suplantado por MATRIA (Mercado de Artesanías Tradicionales e Innovadoras Argentinas) para ampliar el concepto, hacerlo más flexible y dar lugar a nuevas expresiones dentro del campo artesanal.

## Galería

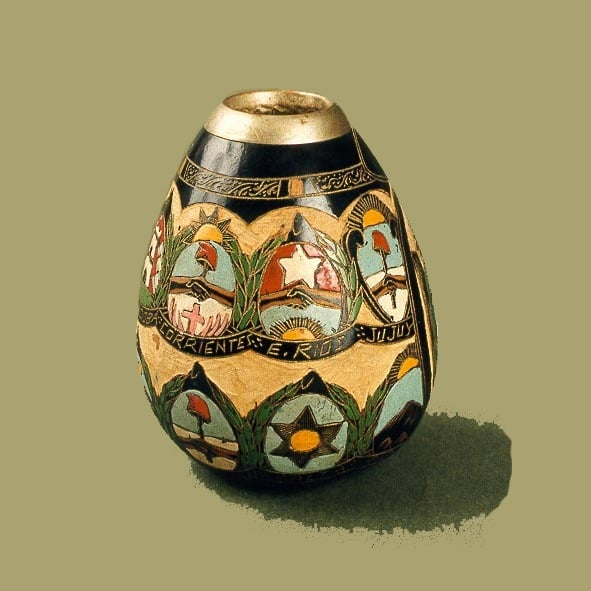
Mate de calabaza
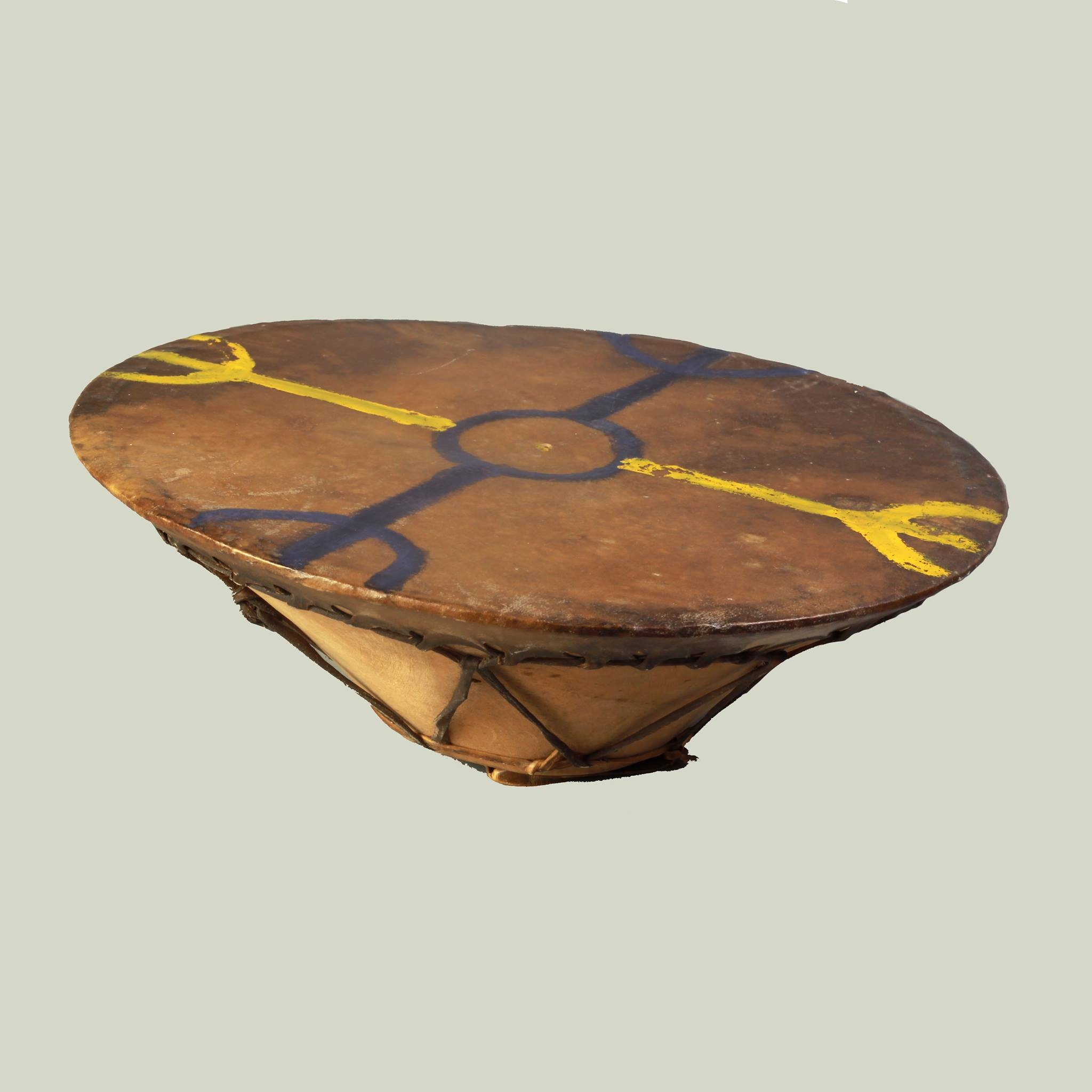
Cultrún. Tambor mapuche
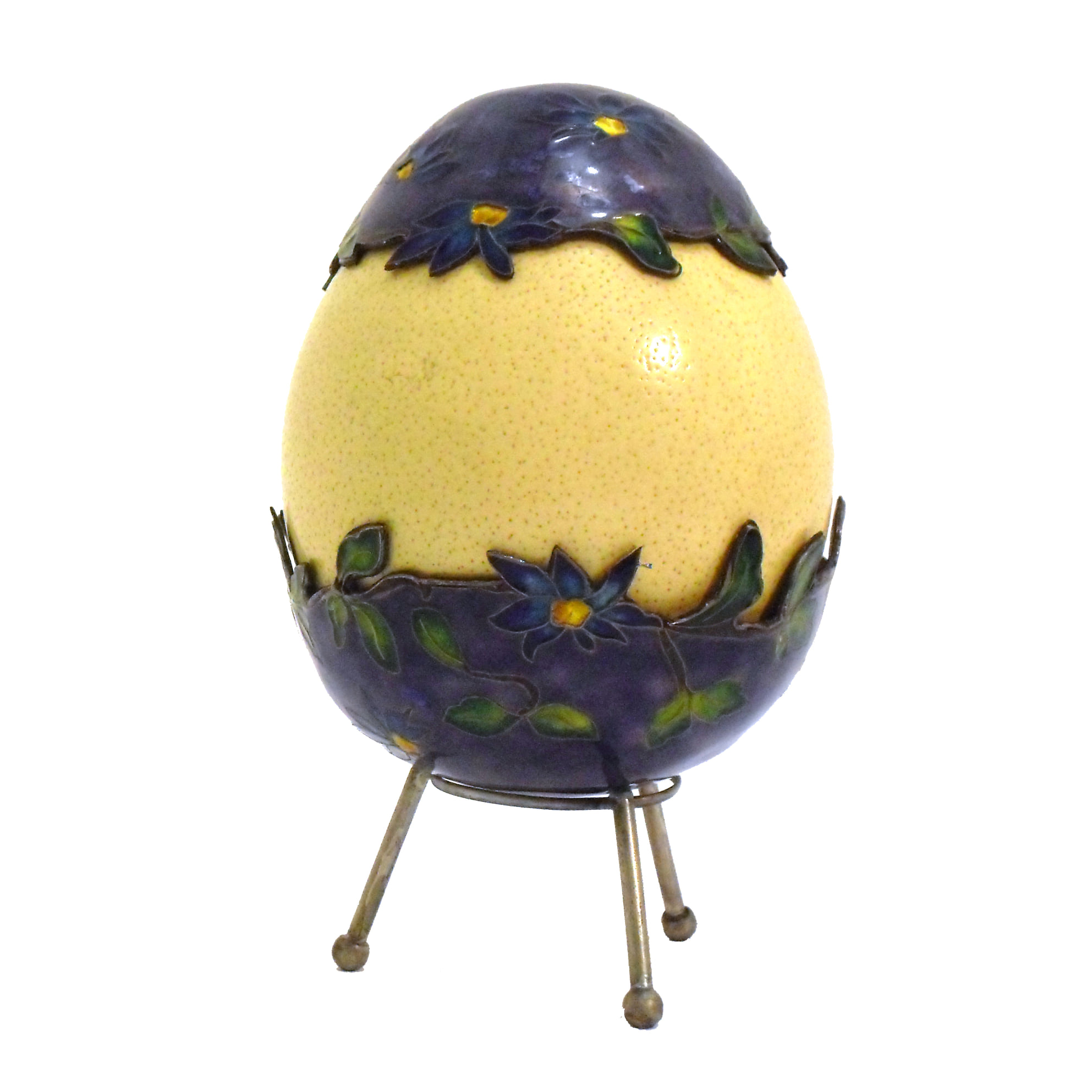
Adorno fantasía. E. Covello
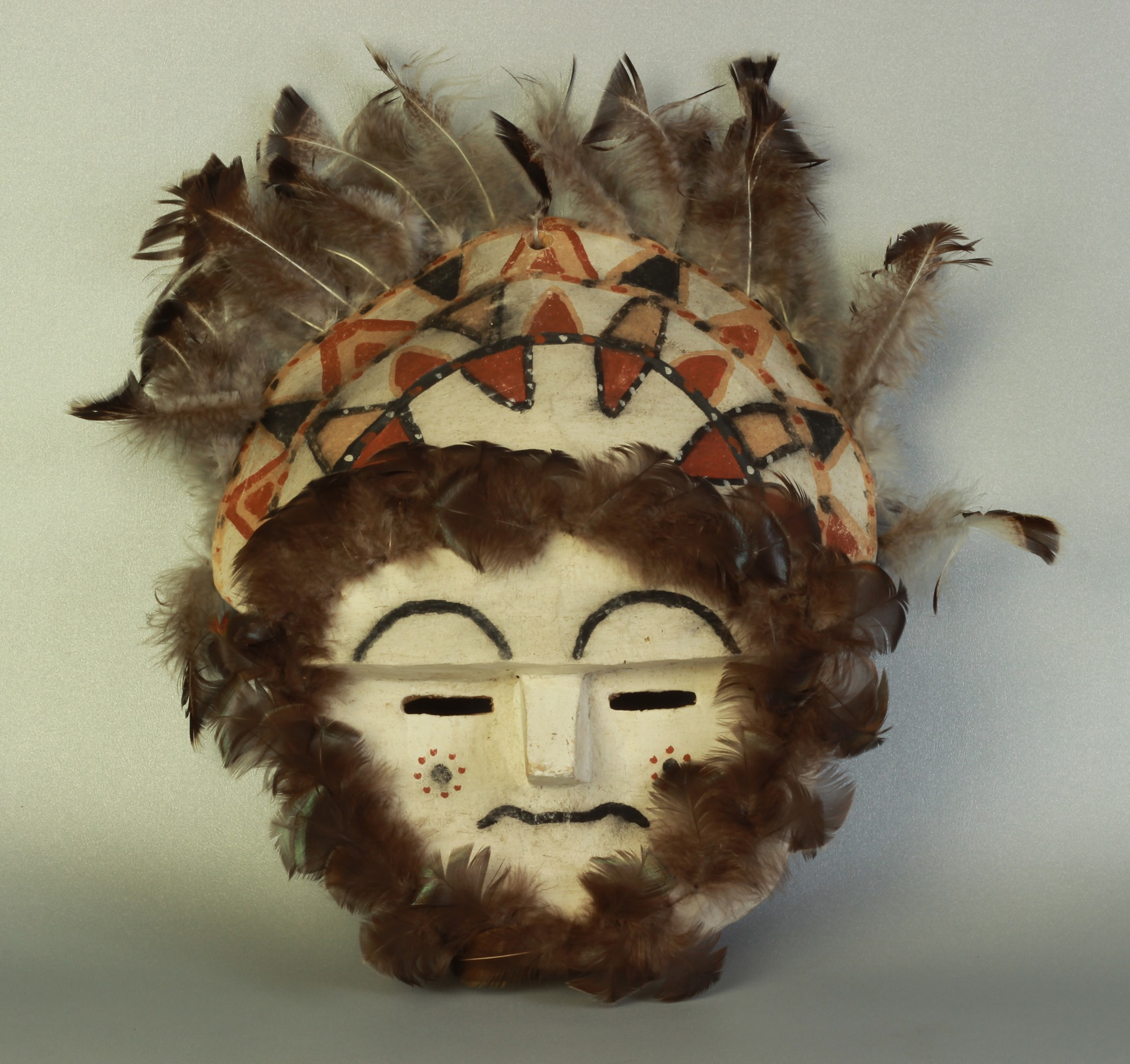
Máscara ritual chané
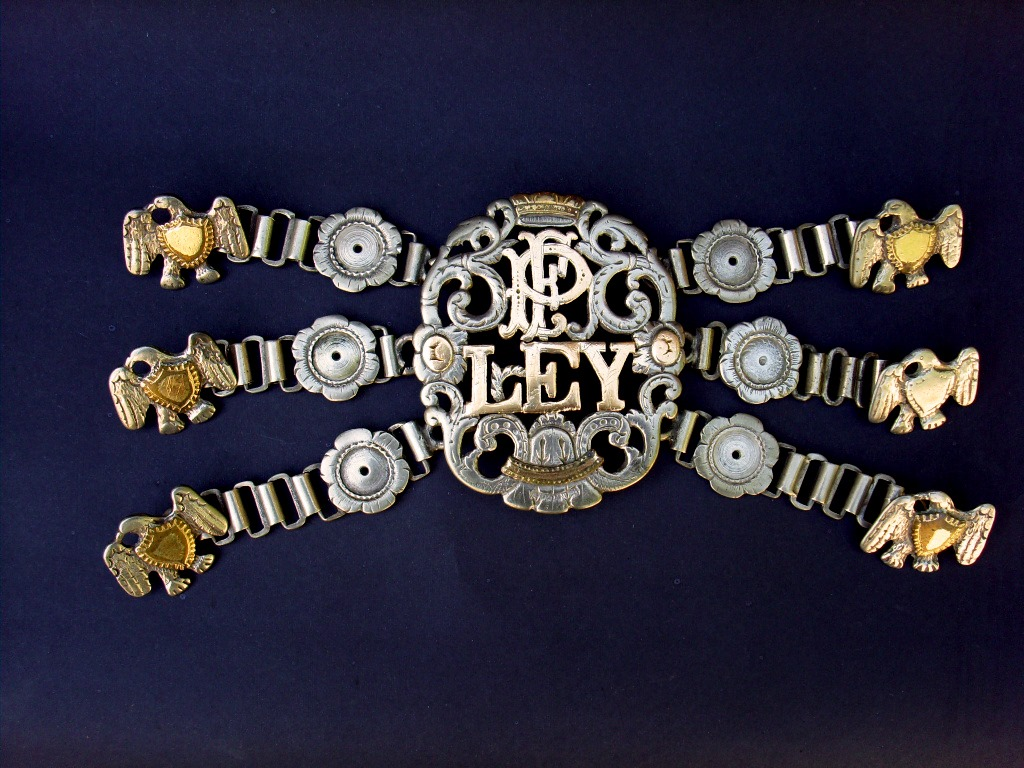
Rastra de plata. E. Giaccio
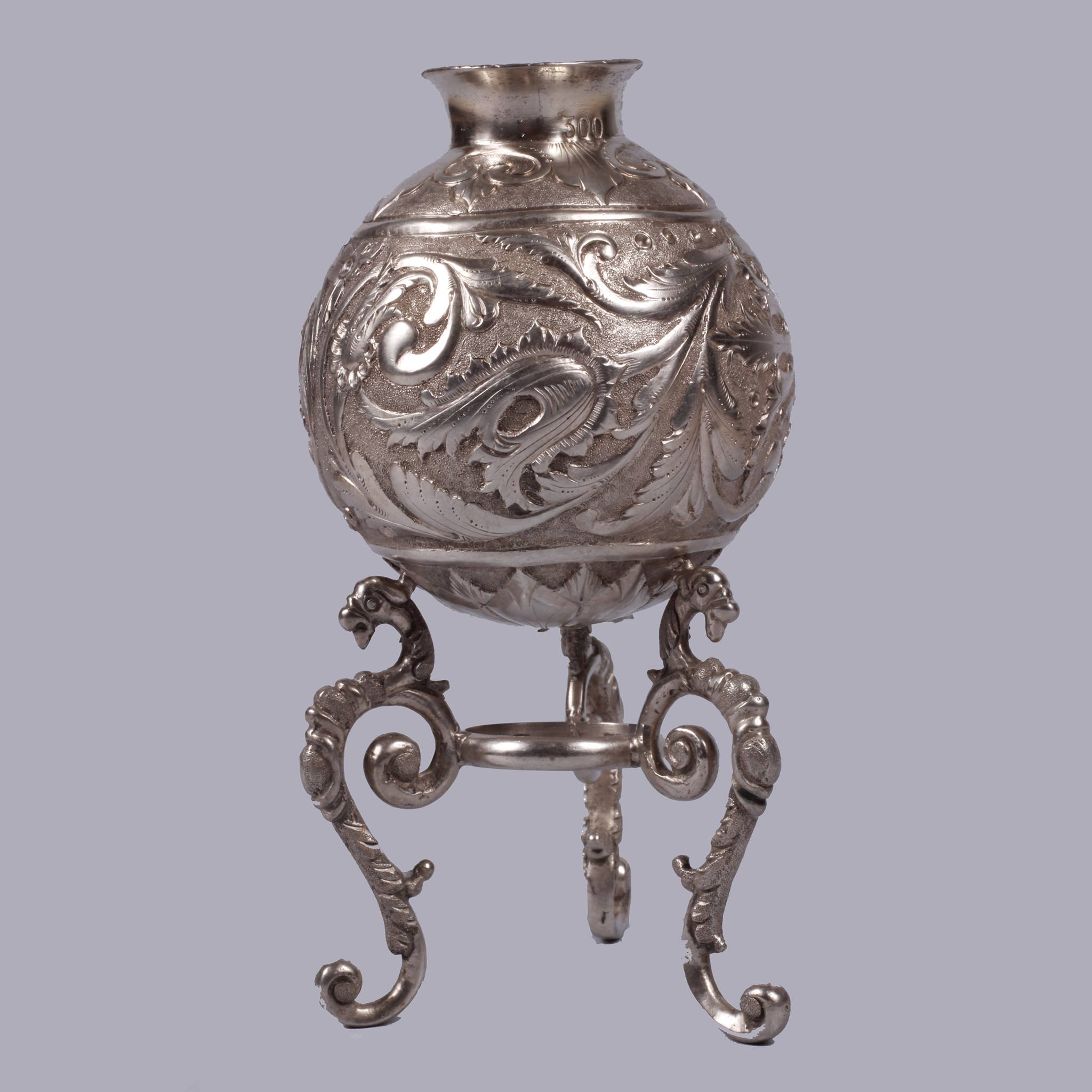
Mate de plata
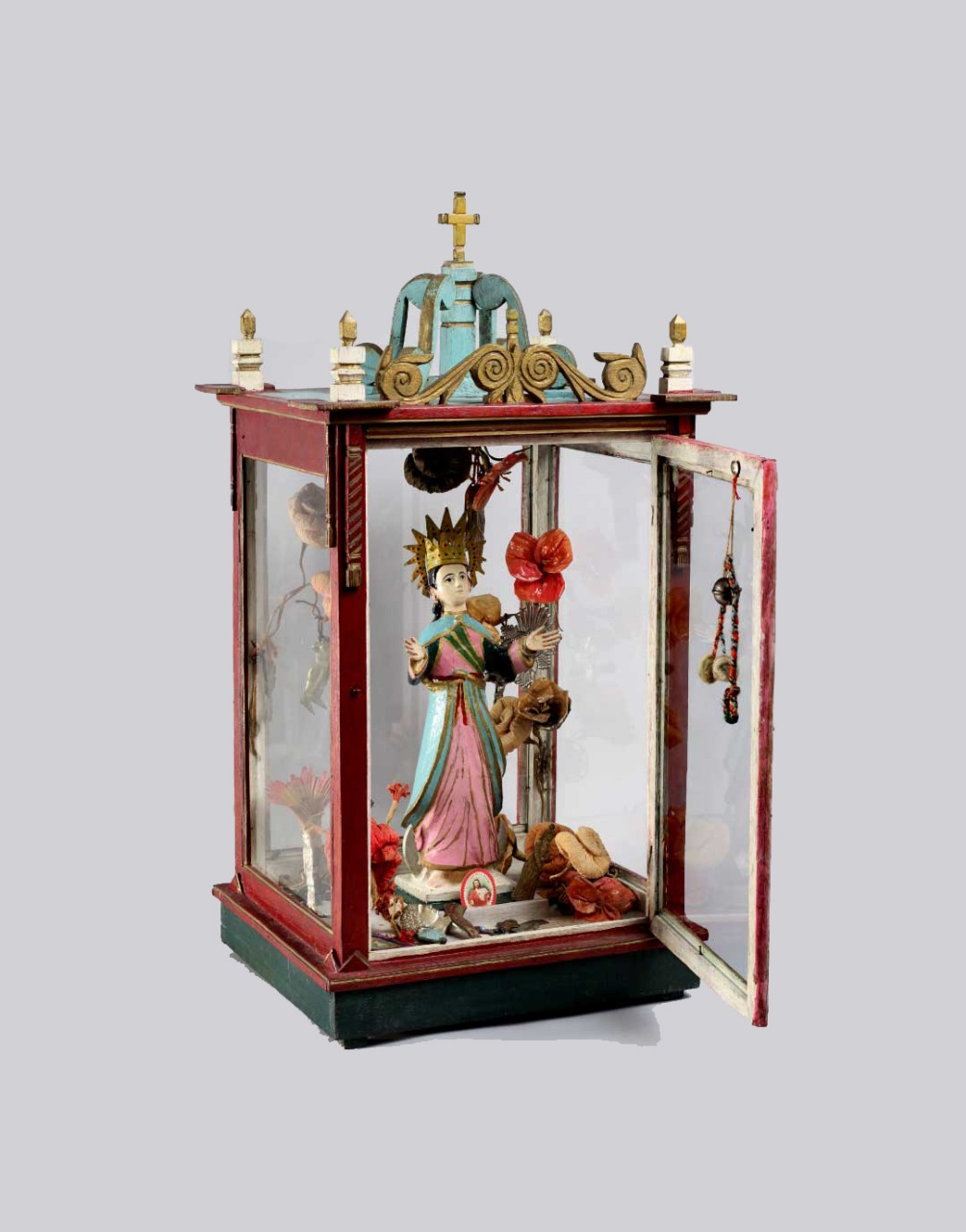
Retablo. H. Cayo
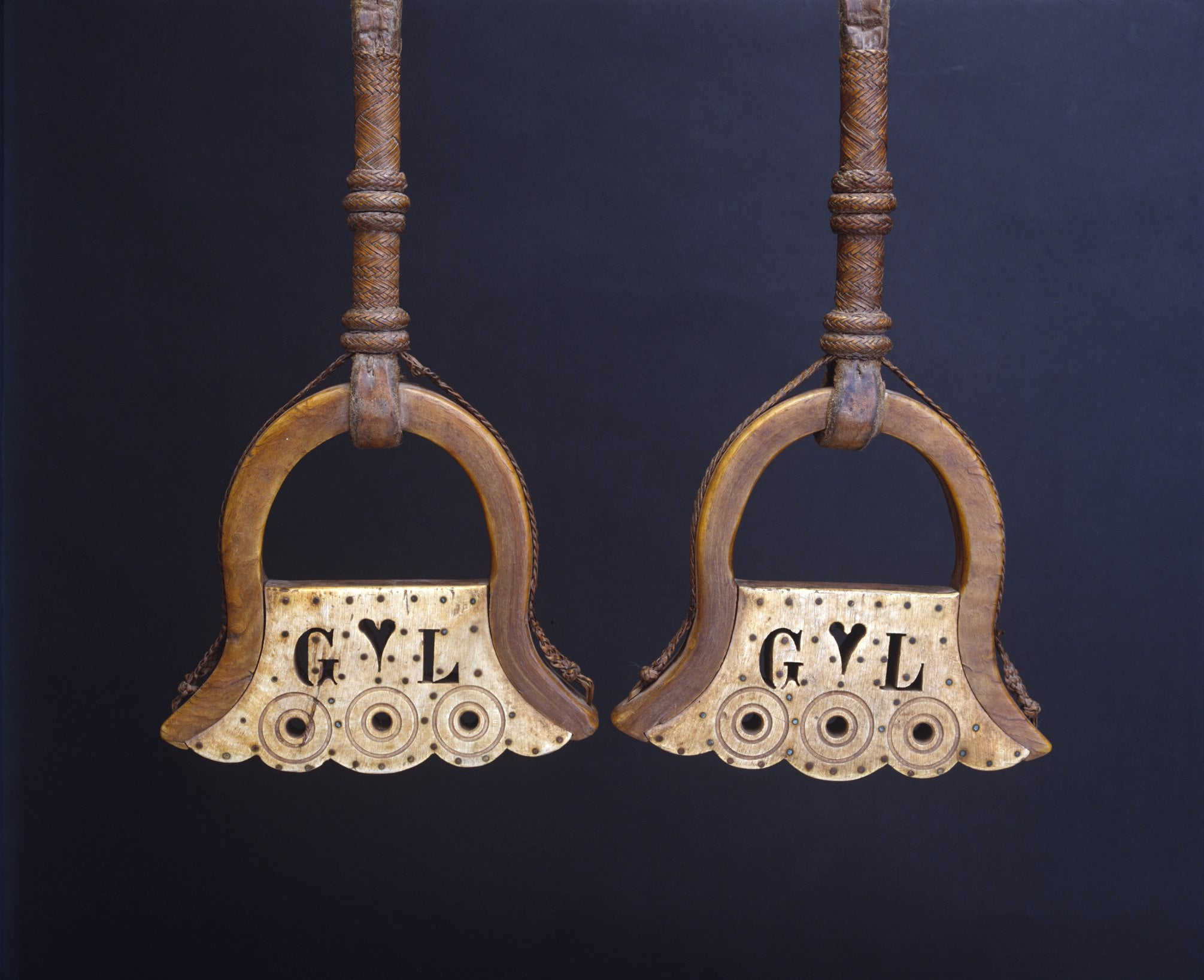
Estribos de asta
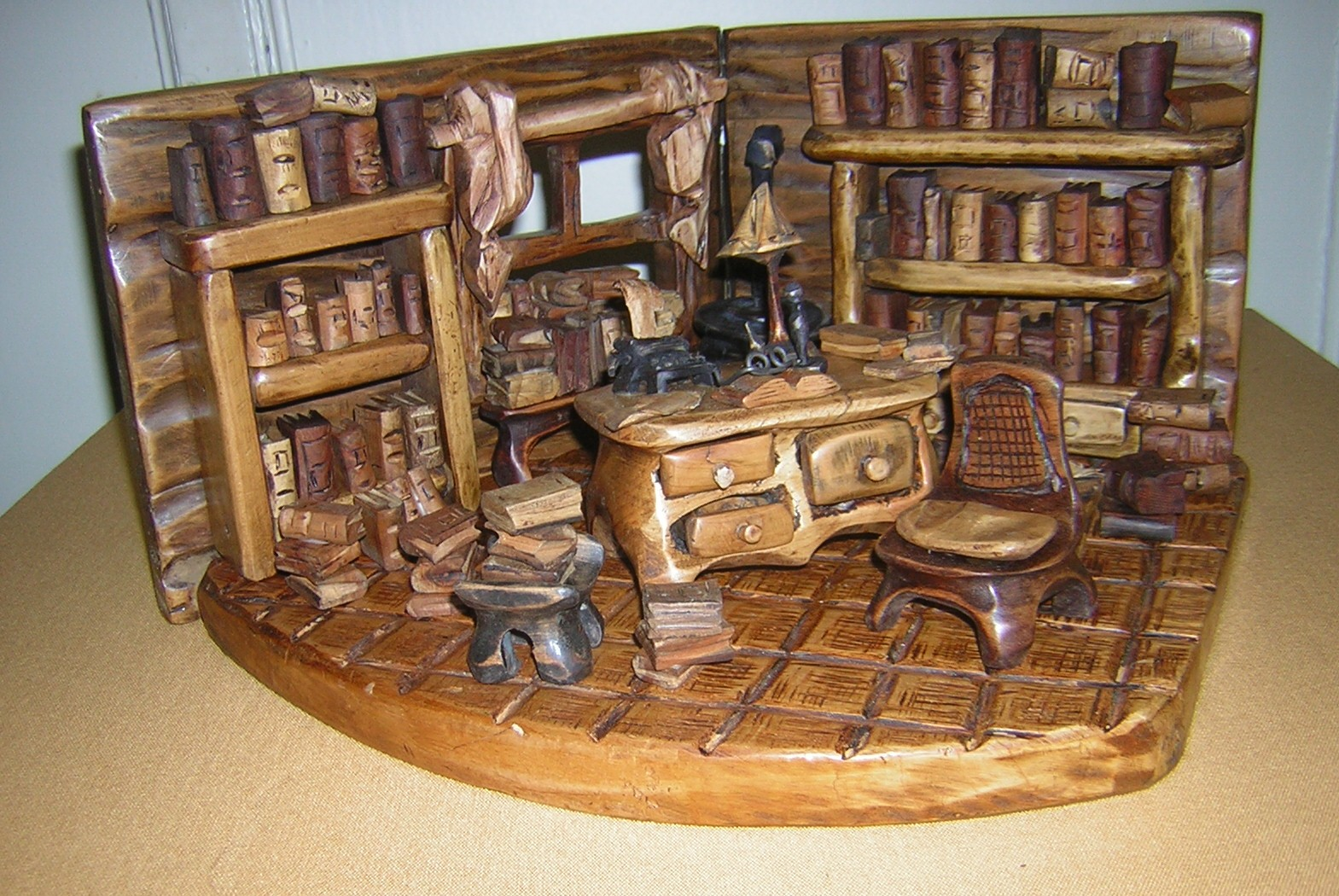
Biblioteca. R. Rodríguez
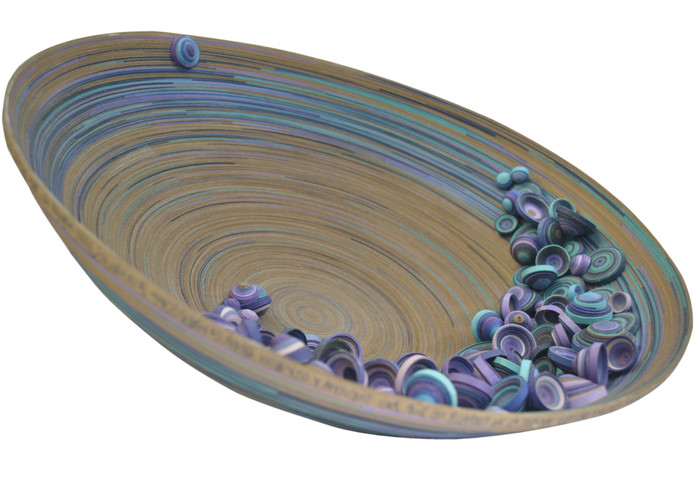
Cuenco vacío. N. Zlochisti
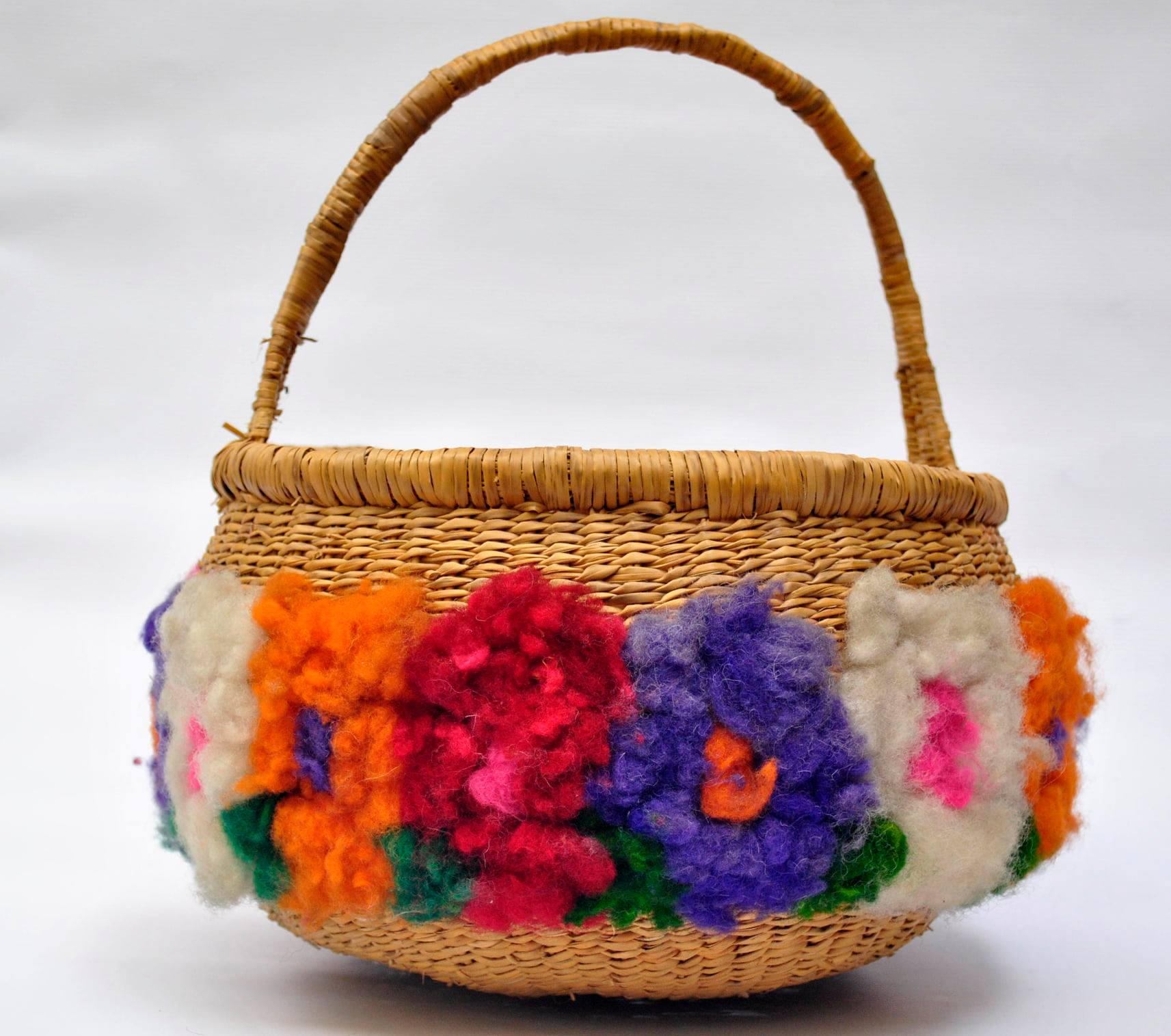
Canasto. L. Romero
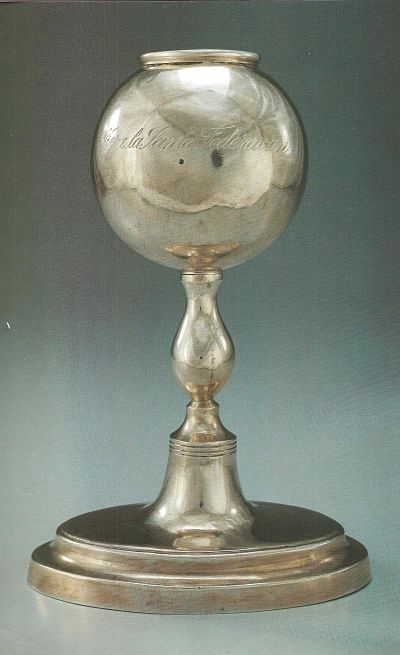
Mate de plata

### Biblioteca y Archivo[editar código · editar]
La biblioteca del Museo de Arte Popular José Hernández está conformada por una  colección especializada  en folklore, artesanías, arte popular, literatura gauchesca y nativista, antropología y patrimonio cultural siendo en su tipo una de las más importantes del país.
Su fondo está compuesto por más de 14.500 ejemplares y alberga libros, revistas, folletos, periódicos, catálogos y una colección de más 3.000 discos de vinilo de música folklórica correspondiente a la que fuera la colección de Miguel Franco, el animador y locutor radial del programa "Un alto en la huella".
El archivo contiene los fondos documentales de Félix Bunge, Carlos G. Daws, José Roberto del Río, Miguel Franco y los manuscritos originales de Vida de Anastasio el Pollo, Vida de Aniceto el Gallo más otros documentos de Manuel Mujica Láinez.
En el sitio web del museo es posible acceder a publicaciones de la biblioteca que se pueden descargar en forma gratuita 

## Galería

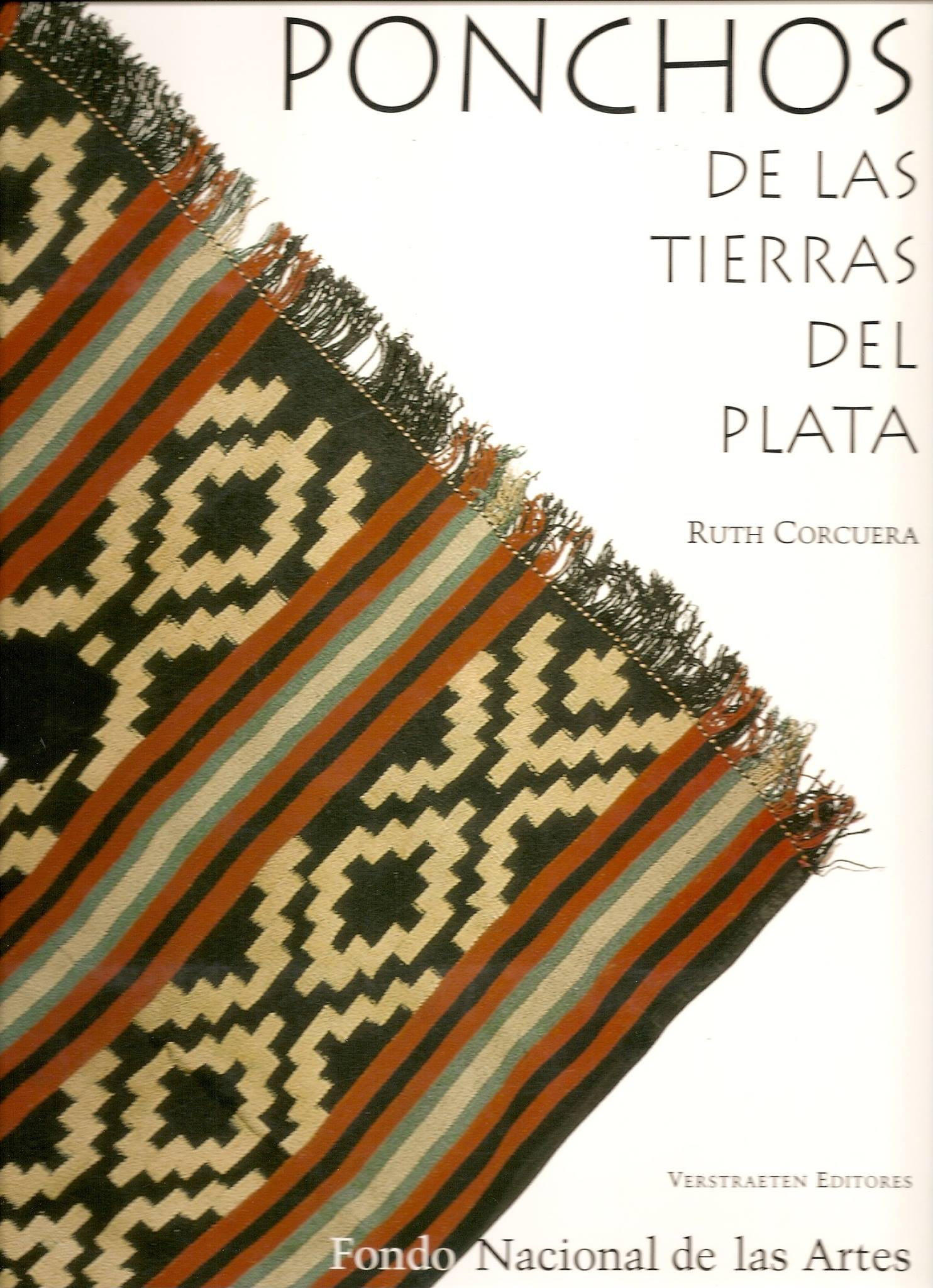
Ponchos de las Tierras del Plata
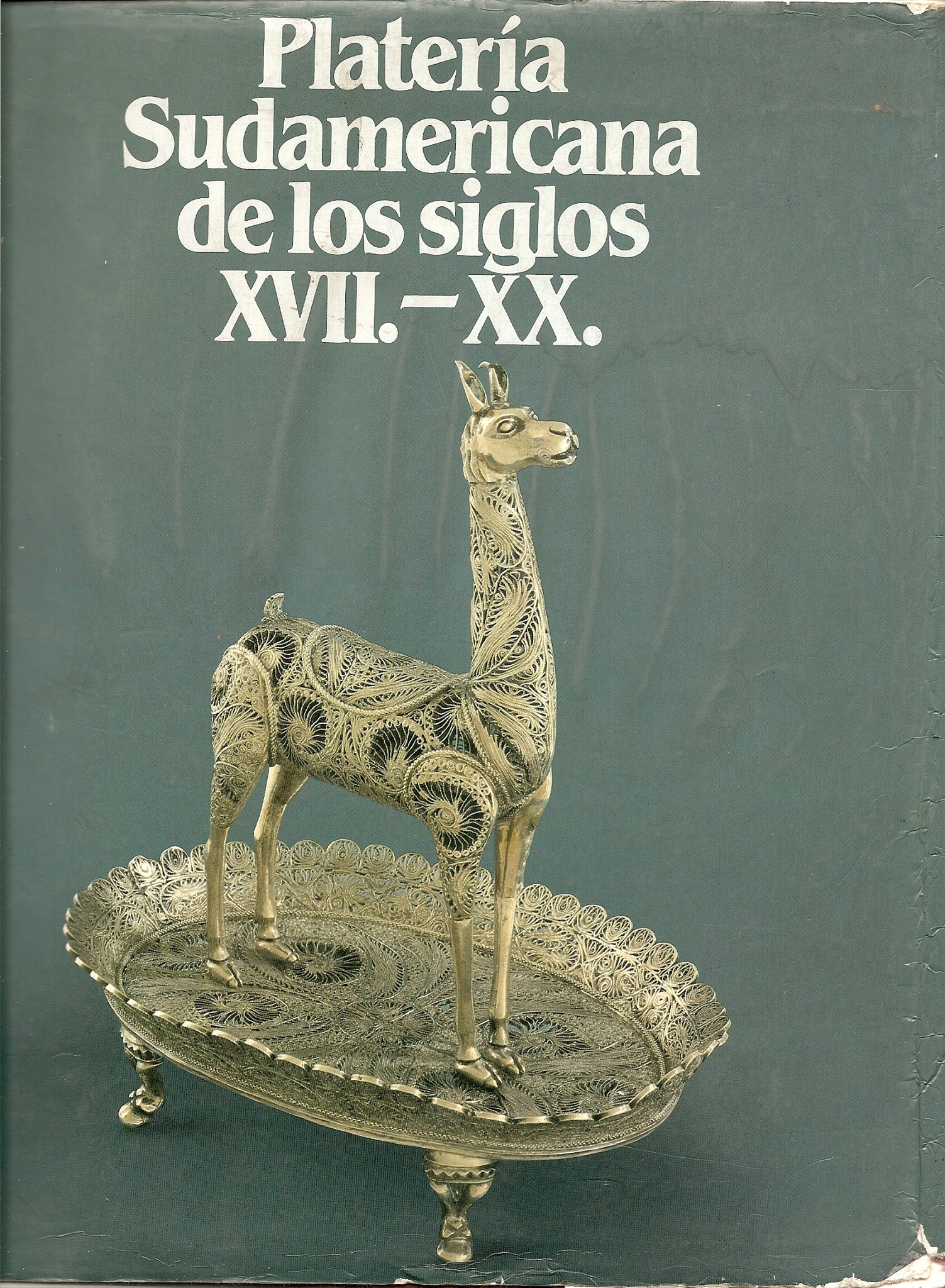
Platería Sudamericana de los siglos XVII y XX
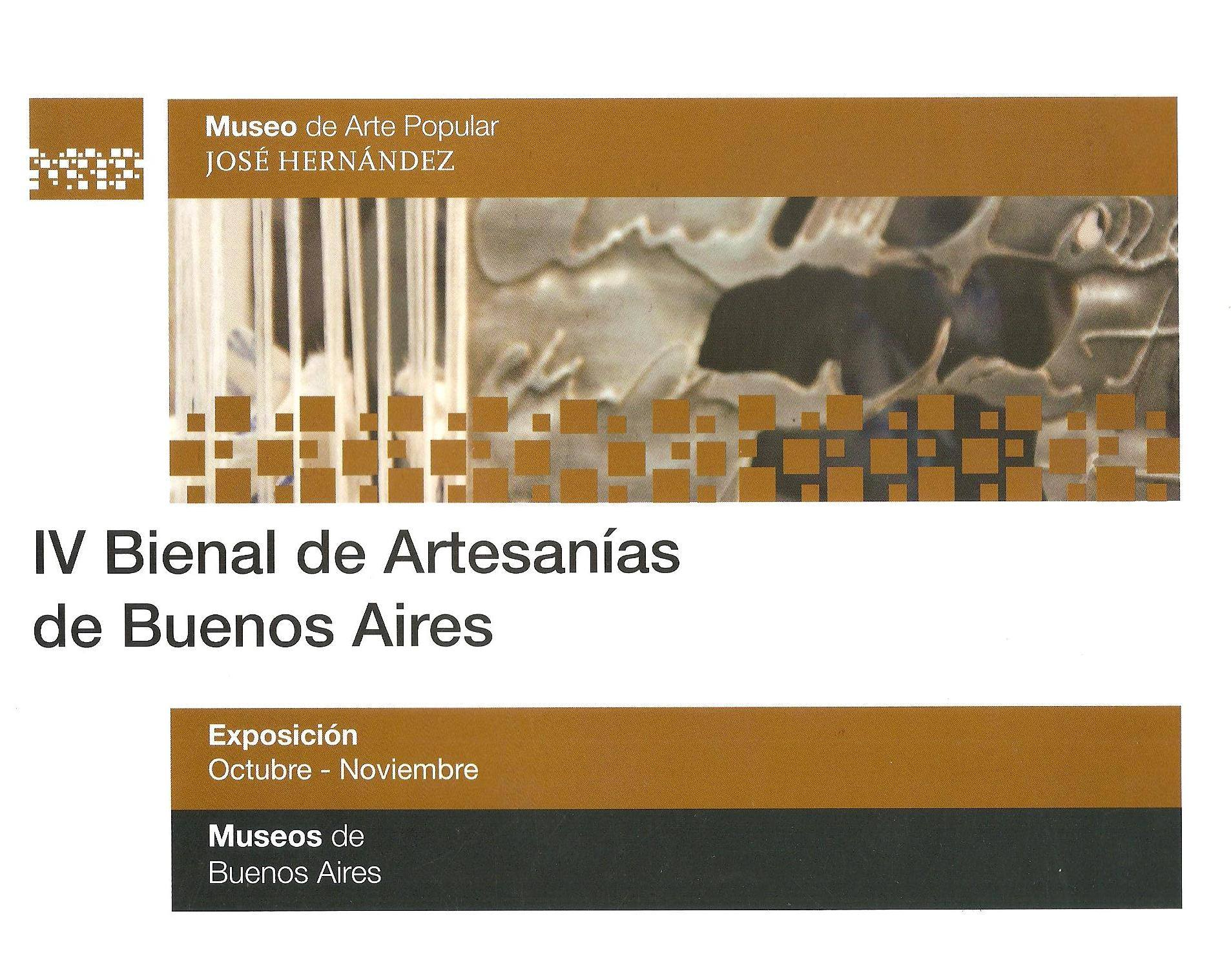
IV Bienal de Artesanías de Buenos Aires
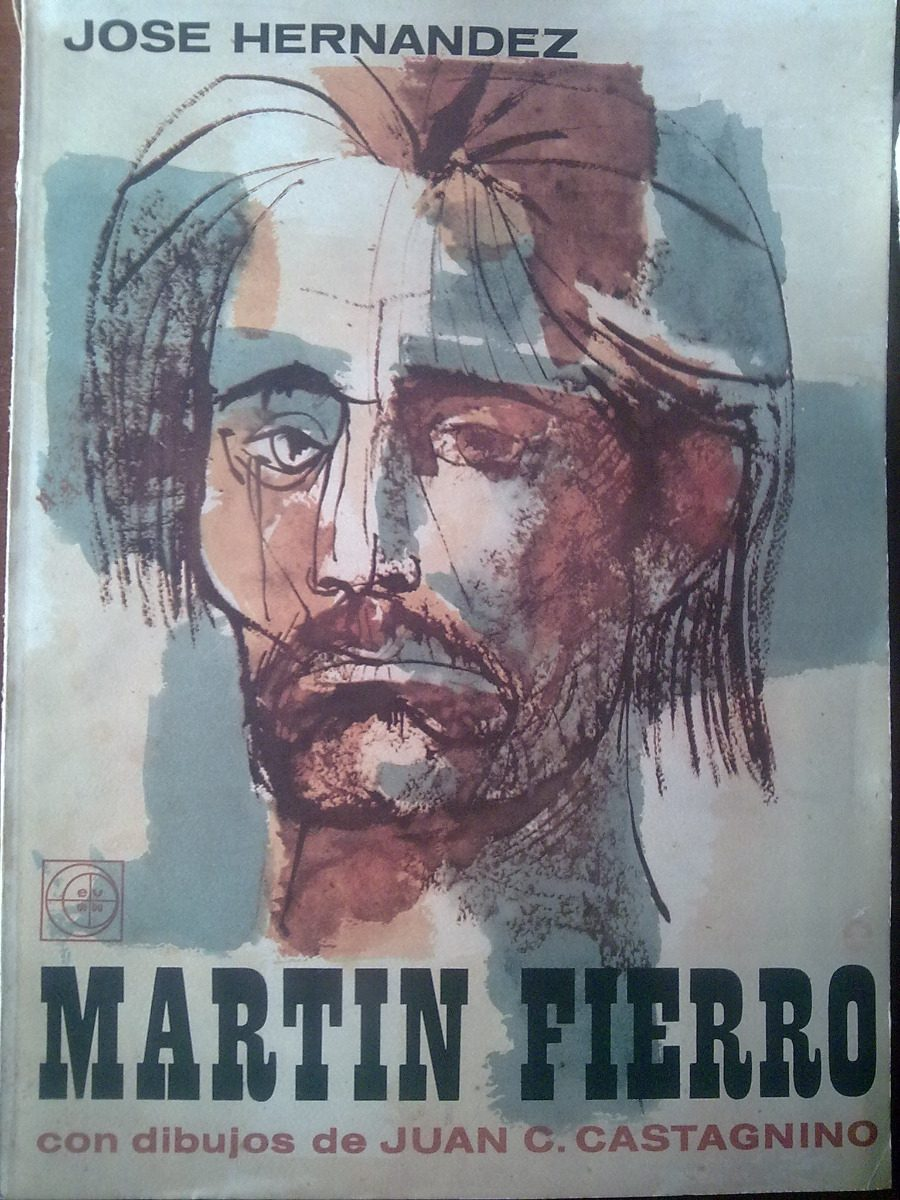
Hernández, José. Martín Fierro
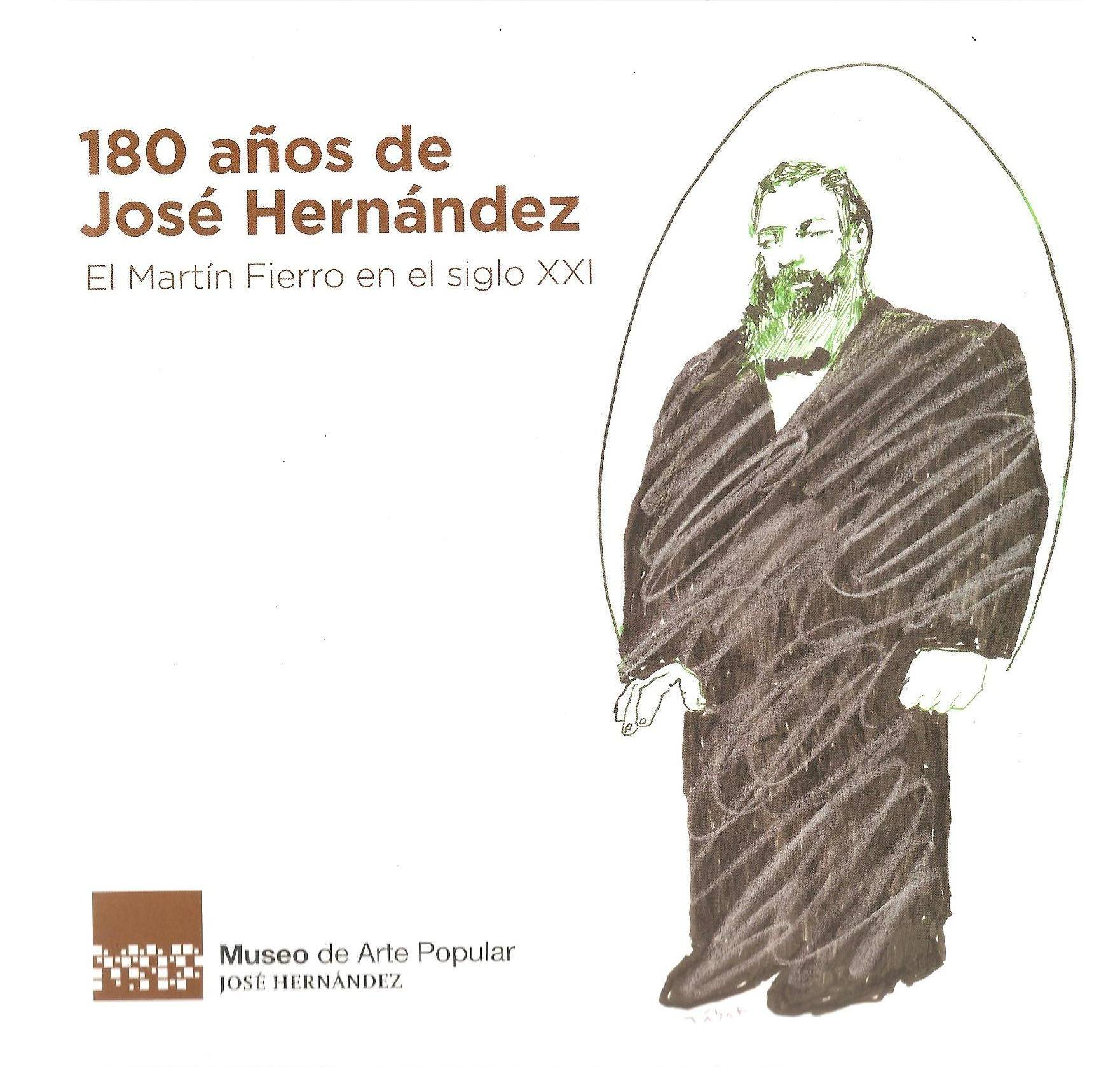
180 años de José Hernández

## Historia

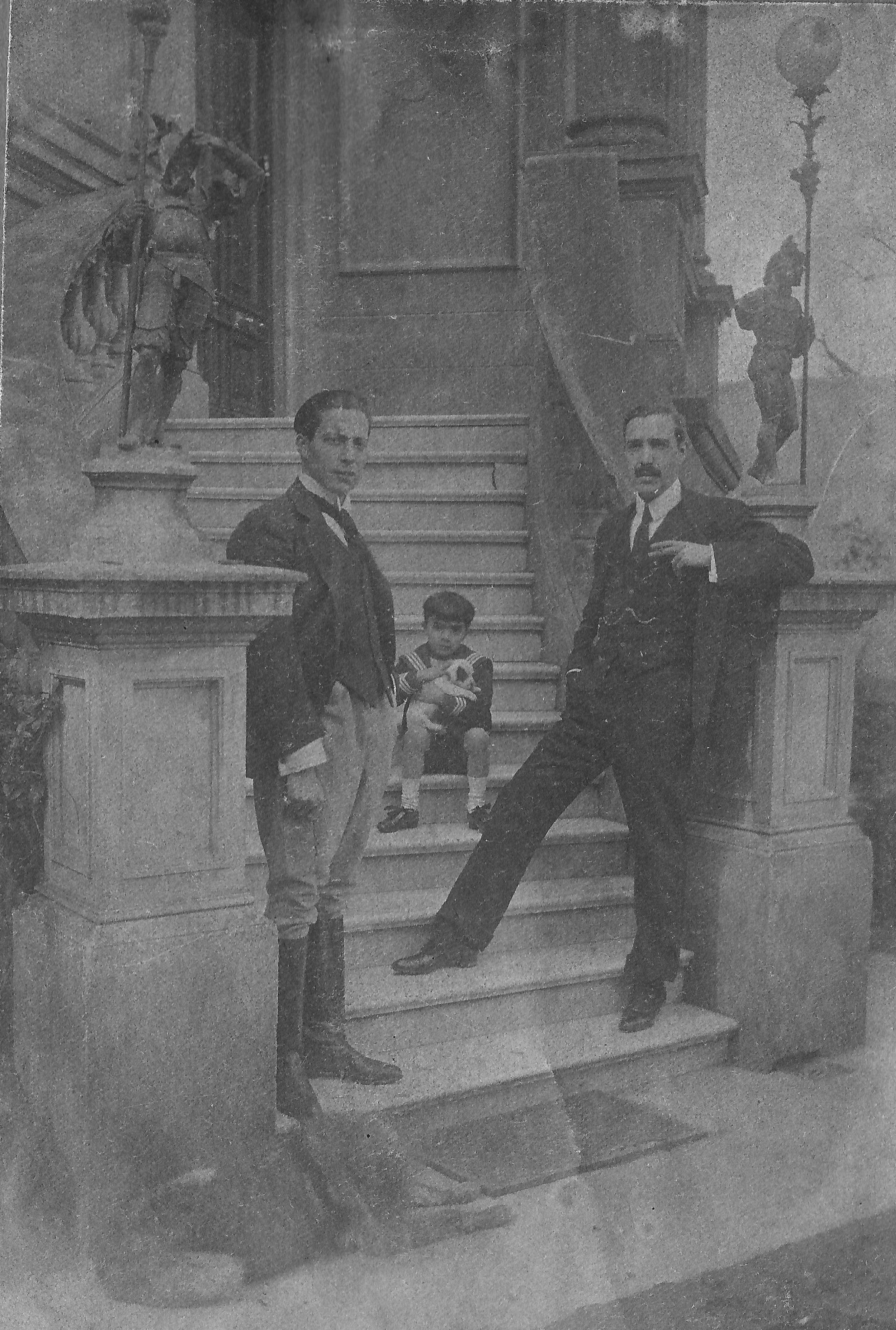
Félix (iz.)y su padre Federico Bunge (der.)

El edificio donde está emplazado el museo era la residencia porteña de Félix Bunge (1894 -1935), un empresario miembro de la elite terrateniente quien la incluyó en su testamento a favor de la Municipalidad de la Ciudad de Buenos Aires para que sea destinada a la creación de un museo tradicionalista, movimiento del cual formaba parte.
La casa es un petit hotel de estilo ecléctico obra del italiano Pierino Piccaluga. Fue construida entre  fines del siglo XIX y principios del XX   y está conformada por dos cuerpos separados por un jardín interno.  Presenta un estilo afrancesado característico del elegante y residencial barrio de Palermo Chico que resulta visible en los arcos de los grandes ventanales.

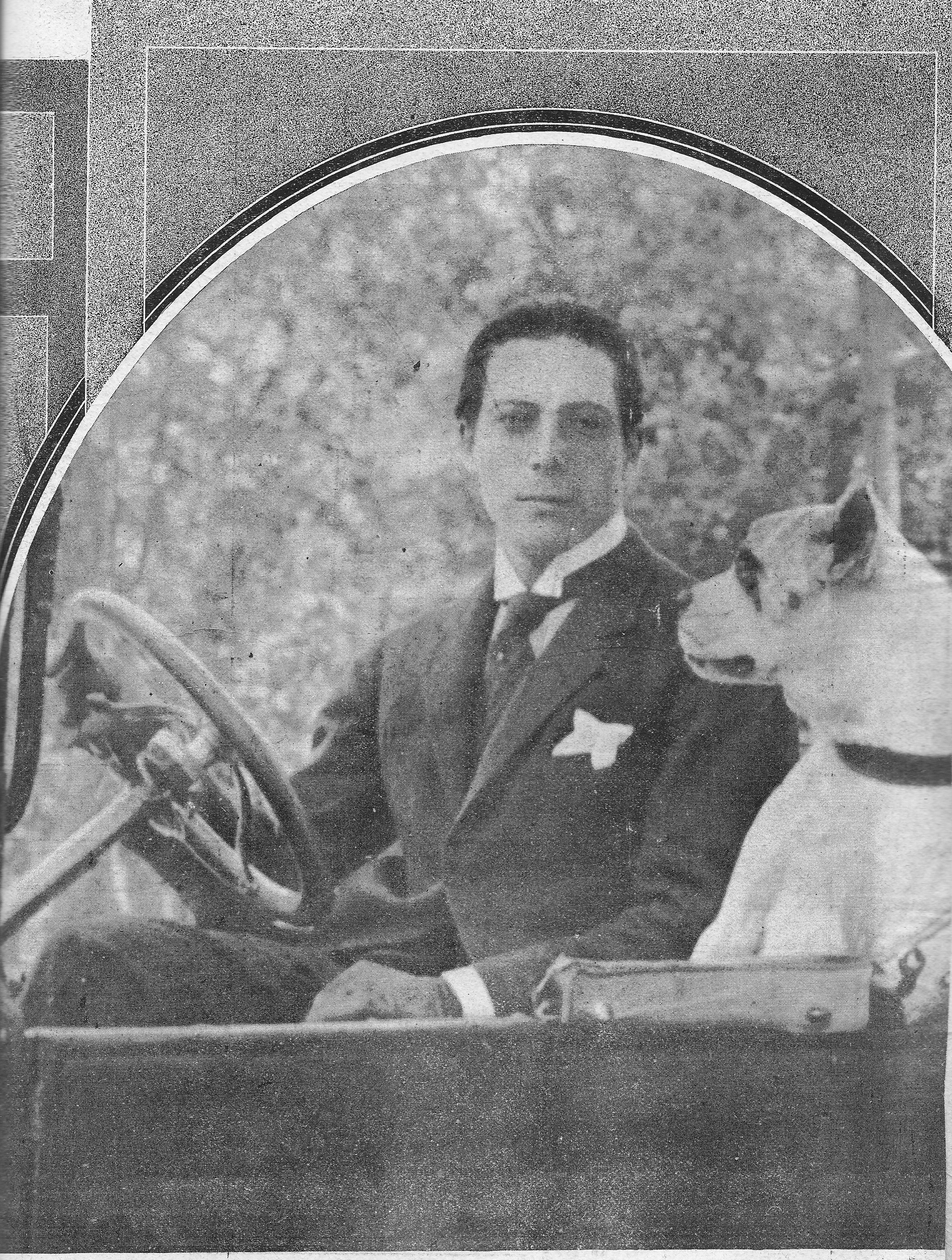
Félix Bunge con su perro dogo

En su diseño también conviven elementos de la arquitectura italiana como los balaustres de la terraza y ventanas. En sus orígenes se trataba de una casa de descanso rodeada de un extenso terreno cercado con jardines.
El edificio principal consta de subsuelo, planta baja y primer piso.
Desde 1934 sufrió diversas modificaciones con el objeto de colocarla en la línea municipal. La fachada original contaba con una amplia escalinata y reja frontal que fueron eliminadas con el ensanche de la Av. Alvear. 

## Los comienzos
Dos años después de la muerte de Bunge, mediante la Ordenanza N° 8166 del 14 de enero de 1937 la Municipalidad acepta el legado y el 5 de abril del mismo año toma posesión de la casa. Poco después la Ordenanza 9937 del 27 de diciembre de 1938  establece la creación del Museo de Motivos Argentinos y Museo y Biblioteca del Folklore Argentino. 
En sus primeros años la casa fue administrada por la Asociación Folklórica Argentina, una institución privada creada en 1937 a la que se le encomendó la organización del museo y la creación de un archivo y una biblioteca especializada en folklore argentino.
La Asociación estaba presidida por Santos S. Faré quien fue designado director del museo y estaba integrada por intelectuales, empresarios, artistas, militares y personalidades del mundo de la cultura nacional interesados en las colecciones criollas, el mundo rural, la historia argentina y el folklore.
El museo se inició con la exposición de las colecciones de Félix Bunge y si bien no hay datos precisos de lo que se mostraba, en las fotografías de la época se ven panoplias con armas blancas y armas de fuego del siglo XIX. En las vitrinas es posible que hayan estado los mates y aperos de plata más algunas piezas de la arqueología indígena, que junto a los ponchos de los telares mapuche formaban parte de su legado y hoy integran el patrimonio del MAP.

##### La Asociación Folklórica Argentina[editar código · editar]
Fue fundada el 3 de mayo de 1937 y su primer comisión directiva estaba integrada de la siguiente manera: Presidente: Santos S. Faré. Vicepresidente: Eleuterio F. Tiscornia. Secretario: Augusto Escalada Ezcurra. Prosecretario: Antonio Alsina. Tesorero: Julio Diaz Romero. Vocales: Enrique Amadeo Artayeta, Carlos Bernaldo de Quirós, Ricardo del Campo, Justo P. Sáenz (h), Julián García Velloso. Vocales suplentes: Alejo Buenaventura González Garaño Peña, Jorge Casares, Emilio Solanet, Carlos María Lastra, Alejandro Ortiz.
Santos Faré, el presidente de la Asociación, fue designado director honorario del museo.
La institución tomó posesión de la casa el 30 de marzo de 1939 y se constituyó en un centro de activa vida social y cultural que se dedicó principalmente a promover reuniones a las que asistían destacadas personalidades de la época que compartían el mismo interés por el folklore, la literatura, el arte, las colecciones y la historia nacional.
Durante algunos años la casa fue sede de varias instituciones. Al Museo de Motivos Argentinos y Biblioteca del Folklore Argentino - al que se llamaba informalmente Museo Félix Bunge - y la Asociación Folklórica Argentina, organismo destinado a organizarlo, se le sumó la Asociación Amigos del Arte Popular. En 1944 se agregó el Museo Municipal de Bellas Artes, Artes Aplicadas y Anexo de Artes Comparadas, hoy Museo de Artes Plásticas Eduardo Sívori y su entonces director, Carlos Abregú Virreira, quedó al frente de la casa.
La Asociación Folklórica Argentina funcionó en el museo hasta el año 1949 y editó tres publicaciones periódicas: el Boletín durante cuatro años, los Cuadernos Folklóricos con 12 números y Anales que salió a la luz en tres oportunidades.
Si se desea obtener más información sobre la Asociación Folklórica Argentina se puede consultar el trabajo del historiador Matías Emiliano Casas. 

##### El debate sobre el carácter del museo[editar código · editar]
En 1947 se creó una comisión convocada por el Intendente Emilio Siri donde se debatió el perfil que tendrían que tener los museos de la Municipalidad de Buenos Aires. Estaba integrada por los directores de entonces: Luis Aquino, Carlos Abregú Virreira y Carlos Jáuregui.
En 1948 se reorganizaron los museos de la Municipalidad de la Ciudad de Buenos Aires y la casa, llamada hasta entonces museo Félix Bunge, recibió por medio del Decreto Ordenanza n° 7954/1948 el nombre de Museo de Motivos Populares Argentinos José Hernández y es designado director del mismo Rafael Jijena Sánchez. El museo quedó como única institución en la casa y hacía allí se derivaron colecciones conformadas por libros y piezas de carácter folklórico del Museo Municipal de la Ciudad de Buenos Aires y del Museo de Artes Hispanoamericano Isaac Fernández Blanco.
Se discutió entonces sobre el carácter y los objetivos del nuevo museo. Luis Aquino, director del Museo Municipal actual Museo de Artes Hispanoamericano Isaac Fernández Blanco y Carlos Jáuregui sostenían la idea de que se conformara un museo de costumbres criollas tal como pedían los tradicionalistas, mientras que Abregú Virreira prefería un museo de arte popular donde lo criollo o gauchesco fuera una parte de las colecciones en las que debía estar también representado el arte popular argentino.
El Decreto – Ordenanza 7954/1948 asumió esta última postura pero la tensión entre las dos posiciones acerca de la temática del museo y su misión se mantuvo con diversos matices a lo largo de los siguientes 80 años.
En 1976 durante la Dictadura Cívico Militar, las autoridades municipales le quitaron al museo, sin que medie norma alguna, la palabra Populares a su nombre y se lo llamó a partir de entonces Museo de Motivos Argentinos José Hernández.
Desde la década del 90 hasta 2006 se lo nombró de hecho Museo José Hernández hasta que la Legislatura de la Ciudad Autónoma de Buenos Aires mediante la Ley 2028/2006 modificó la denominación por la de Museo de Arte Popular José Hernández.

## Directoras y directores del museo
1938 - 1943. Santos S. Faré. (Paraná, 18 de noviembre de 1889 - Buenos Aires, 6 de junio de 1949).
Asumió el cargo como director honorario nombrado por el Intendente Emilio Siri. Era abogado especializado en derecho comercial por la Universidad de La Plata, Dr. en Ciencias Jurídicas y Sociales y Dr. en Diplomacia por la Universidad de Buenos Aires y Profesor de Enseñanza Secundaria Normal y Especial de Historia e Instrucciones Jurídicas y Sociales. Fue secretario en los Tribunales en lo Comercial de la Ciudad de Buenos Aires y en 1924 fue nombrado juez de primera instancia en lo comercial en la Capital Federal. En 1933 fue designado juez de la Cámara de Apelaciones en lo Comercial de la que fue presidente hasta el momento de su muerte. Se interesó por el estudio del folklore argentino y escribió sobre costumbres tradicionalistas y la función política y social del arte nativo.
1943 - 1948. Carlos Abregú Virreira. (Cochabamba, Bolivia; 25 de agosto de 1896 - s.d).
Poeta, escritor y periodista, siendo niño su familia se trasladó a la ciudad de Añatuya en Santiago del Estero. Se dedicó al ensayo, la poesía, la historia, el folklore, la lingüística y la antropología. A comienzos de la década de 1910 fue miembro del grupo intelectual “Los inmortales” y en 1927 formó parte de la Asociación Cultural “La Brasa”. En 1930 se trasladó a Buenos Aires donde trabajó en la redacción del diario Crítica, luego en Noticias Gráficas y posteriormente en Democracia, uno de los pocos medios argentinos que apoyó la candidatura de Juan Domingo Perón para las elecciones de febrero de 1946. Integró la Asociación de Escritores Argentinos (actual SADE) y sucedió en el cargo de secretario general del Sindicato Argentino de Escritores a Raúl Scalabrini Ortiz. Fue secretario general del Sindicato de Prensa y rector y fundador de la Escuela Argentina de Periodismo de la Ciudad de Buenos Aires. Fue intendente municipal de la ciudad de Santiago del Estero, primer presidente y organizador de la Caja Provincial de Jubilaciones y subsecretario de Hacienda durante el gobierno de Domingo Medina. Interesado por la antropología, en 1942 escribió Idiomas aborígenes de la República Argentina  y en 1950 Tres Mitos Indígenas, que obtuvo el premio de la Comisión Nacional de Cultura. Al igual que Faré, fue nombrado director en carácter honorario, cargo con el que también había sido designado al frente del Museo Municipal de Bellas Artes de Buenos Aires y se hizo cargo de todas las instituciones que funcionaban en la casa.
1948 - 1955. Rafael Jijena Sánchez. (San Miguel de Tucumán, 21 de septiembre de 1904 – Buenos Aires, 22 de diciembre de 1977).
Fue un reconocido folklorista y poeta. Estudió en la Facultad de Filosofía y Letras de la Universidad de Buenos Aires. En 1928 se publicó Achalay que recibió el Primer Premio Municipal de la Ciudad de Buenos Aires con el que logró el reconocimiento de destacadas personalidades de la época como Ricardo Rojas, Juana Ibarbourou, Baldomero Fernández Moreno, Juan Zorrilla de San Martín, Fernán Silva Valdés y Juan B. Terán, entre otros. Desde su llegada el Museo de Motivos Argentinos José Hernández quedó como única institución en la casa y en el año 1949 recibió la importante colección criolla del Museo Familiar Gauchesco de Carlos G. Daws que había sido comprada a sus herederos por la Municipalidad de la Ciudad de Buenos Aires. Estaba integrada por 2.600 piezas de artesanías de plata, cuero, textiles y otras que formaban parte o evocaban el mundo rural del siglo XIX hasta casi mediados del siglo XX. Junto a ella ingresó en carácter de donación el archivo del tradicionalista conformado por libros de recortes, álbumes de fotografías y un extenso epistolario. Durante su gestión y durante tres años se publicó el Boletín del Museo de Motivos Populares Argentinos José Hernández con ocho números en 1949, cinco en 1950 y dos en el año 1951 que fue difundido por el país y el exterior. 
Su gestión se caracterizó por tratar de jerarquizar y difundir el conocimiento sobre las artesanías y las costumbres tradicionales de diversas regiones de la Argentina. Convocó a reconocidas y reconocidos especialistas para que colaboraran con el museo como Justo P. Sáenz (h) , Bruno Jacobella , Mecha Carman, Isabel Aretz, Francisco Pérez Estrada y Jesús Parragorríguez que eran integrantes de la Asociación Amigos del Arte Popular que Jijena Sánchez presidía.
En 1949 en el contexto del IV Congreso Histórico Municipal Interamericano realizado por la Municipalidad de la Ciudad de Buenos Aires, Jijena Sánchez organizó la Primera Exposición de Arte Popular´. En el catálogo de las piezas exhibidas se publicaron las investigaciones de los argentinos: Dos caminos y una encrucijada por Rafael Jijena Sánchez; La contribución técnica de los Amigos del Arte Popular por Bruno Jacovella; El Arte de la Imaginería por Héctor H.Schenone; Platería, por José Torre Revello; El hierro y las artes menores por Raúl H.González Pondal; Apuntaciones sobre artesanía de la madera por Guillermo Furlong; Equitación y arreos de montar por Justo P.Saenz (h) ; El cuero por Ambrosio Althaparro; Trenzados criollos por Mario López Osornio; El tejido por María D.Millán de Palavecino; La cestería por María D. Millán de Palavecino; Danzas e instrumentos por Carlos Vega; Ornamentación artesana por Mecha Carman y Esquema para un plan de estímulo de las artes populares en la República Argentina por Enrique Palavecino.
La autodenominada Revolución Libertadora, el golpe militar que derrocó a Juan Domingo Perón el 16 de septiembre de 1955, puso fin a su gestión y nombró a su sucesor. 
Para más información sobre Jijena Sánchez se puede consultar la investigación de Darío Pulfer  Aproximación bio- bibliográfica a Rafael Jijena Sánchez 
1955 -1968. Horacio González del Solar.
Era descendiente de José Hernández y durante su gestión se ocupó en remodelar el edificio para adaptar los ambientes de la vivienda a fin de que prestasen mejor servicio como salas de exposición. Se remodeló el subsuelo donde estaba la cocina, las dependencias de servicio y la biblioteca de Félix Bunge y la obra realizada permitió contar en adelante con cinco espacios para exhibición de colecciones y un lugar especial donde se instaló la réplica de una pulpería . Se intervino además el segundo cuerpo del edificio donde estaban las cocheras, el depósito y el gimnasio con ring side, sumando a la ampliación del museo dos salas de exhibición más en la planta baja y la instalación de la biblioteca en la planta alta. Otras obras realizadas fueron los sanitarios para el público y en la planta alta del edificio principal se agregó el taller de mayordomía, la vivienda del casero y los depósitos para las colecciones.
Las personalidades del mundo de la cultura convocadas por el museo fueron los escritores Manuel Mujica Láinez, Arturo Capdevilla, Justo P. Saénz (h)  (quien había sido miembro de la Asociación del Folklore Argentino), el crítico de arte Cupertino del Campo, los historiadores Bonifacio del Carril, Agustín Zapata Gollán y Roberto Echepareborda entre otros.
Buscando una mayor visibilidad entre un público que le interesaba atraer, el museo comenzó a exponer fuera de sede. Es así como se realiza una importante muestra de platería criolla en la Sociedad Rural que contó con la demostración en vivo del platero R. Donnini de la pcia. de Buenos Aires.
Durante esta gestión, en el año 1957, el museo recibió la importante donación por parte de María Delfina Astengo de la colección de grabados, folletos antiguos, ediciones raras y traducciones del Martín Fierro que perteneciera a su esposo el investigador y coleccionista Guillermo H. Moores.
1968 -1973. María Delia Millán de Palavecino. (27 de febrero de 1902 - 20 de septiembre de 1994)
Titú, como era llamaban familiarmente, tuvo una larga carrera como investigadora y conservadora. Entre 1927 y 1949  trabajó junto a su marido Enrique Palavecino en el relevamiento y estudio de las lenguas de la Región Chaqueña, donde realizaron trabajo de campo en conjunto.
En 1930 fue Adscripta en la Sección de Arqueología del Museo Argentino de Ciencias Naturales. Siete años después fue Jefa interina y luego Ayudante titular de la Sección de Etnografía de esa institución. En 1948 se desempeñó como Conservadora del Museo Municipal de Bellas Artes.  Integró la Carrera de Investigación Científica del CONICET (Consejo Nacional de Investigaciones Científicas y Técnicas) y se desempeñó como Adscripta honoraria al Departamento de Ciencias Antropológicas de la Facultad de Filosofía y Letras de la Universidad de Buenos Aires. Fue también Directora honoraria del Museo Americanista de Lomas de Zamora, de la Provincia de Buenos Aires.
Antes de ser nombrada directora del Museo José Hernández, contaba con experiencia en la institución por haber estado en 1949 encargada de las colecciones durante la gestión de Rafael Jijena Sánchez. 
Su especialidad era la investigación de textiles artesanales sobre los que escribió numerosos artículos. Se ocupó de difundir el conocimiento sobre las artesanías y organizó cursos de folklore que estuvieron a cargo de especialistas como Bruno Jacobella  y Ramón Alberto Alderete Núñez.
En esta época eran convocadas por el museo reconocidas figuras de la investigación académica para brindar conferencias con el objetivo de despertar el interés y difundir el conocimiento sobre la antropología y el folklore. Entre ellas puede mencionarse a Susana Chertudi, especialista en folklore; el antropólogo Marcelo Bórmida; Fernando Márquez Miranda, historiador y arqueólogo y Olga Fernández Latour de Botas profesora de folklore.
Otro hecho a destacar fue la creación de la Asociación de Amigos del Museo de Arte Popular que tuvo como primeros presidente y vicepresidente al ingeniero Víctor Peláez y al Dr. Ramón Alderete Núñez respectivamente. Uno de sus presidentes honorarios en la década del 70 fue Juan Manuel Fangio.
Durante su gestión se realizaron las exposiciones de artesanías argentinas en el Museo de las Américas de Madrid donde el MAP José Hernández mostró al mundo sus colecciones de cuero y platería logrando por primera vez una proyección internacional.
1973 - 1976. Vicente Caviasca Trípoli. (Buenos Aires, 13 de mayo de 1912 - 11 de mayo de 1999)
Fue también interventor del Museo de Arte Hispanoamericano Isaac Fernández Blanco. Vicente Trípoli, como firmaba sus escritos, era periodista y poeta, miembro de la Sociedad Argentina de Autores y de la Academia Argentina del Lunfardo. Fue militante de FORJA (Fuerza de Orientación Radical de la Joven Argentina) y luego adhirió al peronismo. Comenzó la carrera de Ingeniería pero la abandonó para viajar por todo el litoral acompañando a los trabajadores golondrinas. Entre sus amigos más destacados se contaban John William Cooke, Arturo Jauretche y Raúl Scalabrini Ortíz. Escribió más de 20 libros de poesía, cuento, novelas y ensayos. Los más conocidos “Che rubito adiós” y “Los litorales”. [3] Se acercó a Macedonio Fernández, sobre quien escribió un ensayo- semblanza.
Su gestión se caracterizó por el interés en clasificar y difundir las colecciones etnográficas del museo. Se propuso iniciar una obra educativa para lo cual se realizó el audiovisual “Las culturas agroalfareras argentinas a través de su cerámica” que se proyectó en escuelas primarias y secundarias de la ciudad.
En esta época los equipos técnicos del museo comienzan a clasificar la colección de platería y se realiza su estudio y evaluación por parte de expertos del Banco Municipal de la Ciudad de Buenos Aires con el objetivo de tasar las piezas y actualizar su precio de mercado.
Trípoli incorporó a la colección del museo instrumentos musicales, y objetos de uso popular de hierro y madera.
Durante su gestión se realizó la muestra Argentería del Rio de la Plata organizada por el Museo de Motivos Populares Argentinos José Hernández, el Museo de Arte Hispanoamericano Isaac Fernández Blanco y el Instituto Ítalo- Latinoamericano.
El museo en esta época tuvo una actividad cultural intensa realizando conferencias y mesas redondas sobre temas de la ciudad con reconocidos escritores y miembros de la Academia Argentina del Lunfardo.
El golpe de la Dictadura Cívico Militar puso fin a su gestión y nombró a su sucesora. 
Para más información sobre Vicente Trípoli se puede consultar la reseña  biográfica realizada por Darío Pulfer accesible en 
1976 - 1991. María del Carmen Lauría.
Era especialista en folklore y asesora del Fondo Nacional de las Artes. Durante su gestión se reestructuraron las salas de exposición del museo y en 1977 se inauguró el Auditorio Patio Gaucho Cruz con el aporte de la Secretaria de Cultura y la Asociación de Amigos del Museo.   Se realizaron ciclos, conferencias y cursos de danzas folklóricas para niñas, niños y adolescentes que atraían numeroso público. Uno de los ciclos anuales se denominaba Valoraciones y tenía como objetivo difundir el patrimonio del museo. Durante el transcurso del mismo destacados artesanos de distintas especialidades realizaban demostraciones, entre ellos los bonaerenses Amilcar y Néstor Gómez sogueros de Ranchos, el platero Juan José Draghi y el trenzador Luis Gabriel Martínez de San Antonio de Areco.
Semanalmente se realizaban visitas guiadas para alumnos de escuelas primarias y secundarias, otras para público en general y las visitas especiales destinadas a conocedores. En el auditorio se proyectaban las series audiovisuales El mate, Conozca su museo y La pulpería que mostraban las costumbres de la vida rural y las colecciones del museo.
El equipo técnico del museo continuó la catalogación de las piezas artesanales y realizó tareas de investigación sobre las mismas cuyos resultados se dieron a conocer en los Cuadernos del Museo de Motivos Argentinos José Hernández, una publicación periódica bianual.
En 1980 se creó el CEMPAR, Centro Municipal de Promoción Artesanal cuyo objetivo fue la puesta en valor mediante la exposición y comercialización en la Ciudad de Buenos Aires de las artesanías de las distintas regiones del país.
1991 -1998. Eda Pereyra de Juliá.
Estuvo a cargo del museo en una época en que se instaló en la casa la administración de la Dirección General de Museos (1989 y 1998). 
1998 - 2014. Ana María Cousillas. (Buenos Aires, 30 de marzo de 1951).
Ingresó siendo muy joven a la planta del museo integrándose a los equipos técnicos que investigaban las colecciones. Licenciada en Ciencias Antropológicas por la Facultad de Filosofía y Letras de la UBA, se desempeñó como docente de la cátedra de Folklore de esa casa de estudios. Al asumir como directora trató de retomar el eje de la gestión iniciado por los funcionarios que reorganizaron el museo en el año 1948, poniendo en un primer plano el arte popular y las artesanías y a las artesanas y artesanos como productores de patrimonio cultural.
Formó parte de la Comisión para la Preservación del Patrimonio Histórico Cultural de la Ciudad de Buenos Aires (C.P.P.H.C.)  la que junto al museo creó en el año 2003 el PAr Programa de Artesanías Urbanas cuyos objetivos fueron formar una colección de artesanías contemporáneas; organizar el concurso de la Bienal de Artesanías de Buenos Aires; realizar relevamientos de artesanos/as de la ciudad así como de los diversos agentes vinculados a la actividad artesanal; formar público sensible que pueda discernir, identificar, valorar a las artesanías en sus especificidad, y para esto realizar estudios de público con un enfoque predominantemente cualitativo y finalmente, asesorar a los artesanos/as, autoridades, organizaciones públicas o privadas que apoyaban a las artesanías y a sus productores.
Su dirección fue innovadora: creó dentro del museo un área dedicada a la comunicación y la promoción artesanal destacando el rol de las y los artesanos como creadores de patrimonio a los que se les abrió las puertas del museo incorporando sus propuestas.
Durante su gestión se dejaron de lado las exposiciones permanentes y el museo se volvió más dinámico. El arte popular y las artesanías urbanas comenzaron a integrar las colecciones y sus productores y productoras encontraron las puertas abiertas y en muchas ocasiones una sala donde exponer.
El museo José Hernández fue el primero de los museos del Gobierno de la Ciudad en tener una página en Internet.